# Không quân nhân dân Việt Nam
Không quân nhân dân Việt Nam (KQNDVN), được gọi đơn giản là Không quân Việt Nam (KQVN) hay Không quân Nhân dân, là một bộ phận của Quân chủng Phòng không – Không quân, trực thuộc Bộ Quốc phòng Việt Nam, chiến đấu với trang bị là máy bay chuyên dụng.

## Lịch sử hình thành và phát triển

### Buổi đầu sơ khai
"Vốn liếng" đầu tiên Không quân Việt Nam là từ 2 chiếc máy bay dân dụng De Havilland Tiger Moth và chiếc Morane-Saulnier MS-343 thuộc sở hữu riêng của Cố vấn Vĩnh Thụy tặng cho chính phủ Việt Nam Dân chủ Cộng hòa cuối năm 1945. Máy bay được tháo cánh chở bằng tàu hỏa từ Huế ra Hà Nội và chuyển về sân bay Tông (nay thuộc xã Kim Sơn, thị xã Sơn Tây, Hà Nội tạm cất giữ. Khi Kháng chiến toàn quốc bùng nổ, hai chiếc máy bay tiếp tục được tháo rời, chuyển bằng thuyền lên Bình Ca, rồi lên Soi Đúng (Tuyên Quang). Trong quá trình vận chuyển, bị máy bay Pháp phát hiện và bắn phá, nên cả hai chiếc máy bay đều bị hư hỏng ít nhiều.
Ngày 9 tháng 3 năm 1949, Đại tướng Võ Nguyên Giáp, Tổng Chỉ huy Quân đội Quốc gia và dân quân Việt Nam, ra quyết định thành lập Ban Nghiên cứu Không quân thuộc Bộ Quốc phòng, sau chuyển sang Bộ Tổng Tham mưu, do Hà Đổng, nguyên là thư ký của Thứ trưởng Bộ Quốc phòng Tạ Quang Bửu làm Trưởng ban, và một số kỹ thuật viên như Nguyễn Văn Đống (cựu binh sĩ thuộc địa Pháp tham gia Chiến tranh thế giới thứ nhất), Nguyễn Đức Việt (tên thật là Verner Schulze, người gốc Đức, cựu binh sĩ Lê dương Pháp), Nguyễn Tâm Trinh... Ban có nhiệm vụ nghiên cứu sử dụng máy bay cũng như các kỹ thuật chiến đấu chống lại ưu thế trên không của quân Pháp. Tuy nhiên, do không có điều kiện bảo dưỡng nên cả hai máy bay đều hư hỏng sau chuyến bay đầu tiên, được sử dụng làm buồng tập lái dưới mặt đất và mô hình học tập cho các học viên.
Năm 1951, Ban Nghiên cứu Không quân được giải thể và hầu hết nhân sự của Ban được chuyển thuộc vào các đơn vị phòng không đang được thành lập.

### Những nền móng của Không quân Nhân Dân Việt Nam
Sau khi ổn định được quyền kiểm soát miền Bắc Việt Nam, chính phủ Việt Nam Dân chủ Cộng hòa đã khởi động lại chương trình xây dựng lực lượng không quân, với sự giúp đỡ từ các đồng minh thân cận là Liên Xô và Trung Quốc. Ngày 3 tháng 3 năm 1955, Bộ Quốc phòng ra Quyết định số 15/QĐA thành lập Ban nghiên cứu Sân bay trực thuộc Tổng Tham mưu trưởng. Ông Trần Quý Hai, Đại đoàn trưởng Đại đoàn 325, được cử làm Trưởng ban. Ngày này về sau được lấy làm ngày thành lập Không quân Nhân dân Việt Nam.
Một năm sau đó, liên tục các đoàn cán bộ, chiến sĩ thuộc Ban nghiên cứu sân bay được cử đi nước ngoài học tập. Ngày 26 tháng 1 năm 1956, Việt Nam Dân chủ Cộng hòa tiếp nhận 5 máy bay đầu tiên do Trung Quốc viện trợ gồm 2 chiếc Li-2 và 3 chiếc Aero 45. Ngày 24 tháng 2 năm 1956, 2 đoàn học viên lái máy bay gồm Đoàn học máy bay tiêm kích MiG-17, gồm 50 học viên, do Phạm Dưng làm Đoàn trưởng và Đoàn học máy bay ném bom Tu-2, gồm 30 học viên, do Đào Đình Luyện làm Đoàn trưởng, học tại Trường Không quân số 2 ở Trường Xuân, Trung Quốc. Về sau, Đào Đình Luyện chuyển sang làm Đoàn trưởng Đoàn học máy bay MiG-17 và Phạm Dưng được giao nhiệm vụ phụ trách nhóm huấn luyện máy bay Li-2 và trực thăng Mi-4. Ngoài ra, trong Đoàn học Tu-2 còn có 6 học viên dẫn đường trên không (chuyên dẫn đường trên các loại máy bay và trực thăng) đầu tiên.
Ngày 24 tháng 1 năm 1959, Bộ Quốc phòng - Tổng Tư lệnh ban hành Quyết định số 319/QĐ thành lập Cục Không quân thuộc Bộ Tổng Tham mưu trên cơ sở tổ chức và lực lượng của Ban Nghiên cứu Sân bay và Cục Hàng không dân dụng Việt Nam. Đại tá Đặng Tính được bổ nhiệm làm Cục trưởng, Thượng tá Hoàng Thế Thiện làm Chính ủy, Trung tá Hoàng Ngọc Diêu làm Tham mưu trưởng. Ngày sau khi thành lập, ngày 22 tháng 4 năm 1959, Cục Không quân ra quyết định thành lập Đại đội bay gồm: Ban chỉ huy đại đội, 3 Chủ nhiệm Dẫn đường, Thông tin và Máy (kỹ thuật hàng không); 1 trung đội bay Il-14, 1 trung đội bay Li-2, 1 trung đội bay An-2 và 1 trung đội máy gồm tất cả nhân viên kỹ thuật trên không (cơ giới) và mặt đất của các loại máy bay. Trên cơ sở đó, chỉ 8 ngày sau, ngày 1 tháng 5 năm 1959, Trung đoàn không quân vận tải đầu tiên, Trung đoàn 919, được thành lập tại sân bay Gia Lâm. Đến ngày 20 tháng 8, Trung đoàn Huấn luyện không quân 910 cũng được thành lập.

### Lực lượng không quân tiêm kích ra đời

Đoàn không quân "Sao Đỏ", đơn vị anh hùng lực lượng vũ trang góp phần xứng đáng trong trận Điện Biên Phủ trên không

Để chuẩn bị cho lực lượng không quân tiêm kích, từ giữa năm 1960, 6 sĩ quan  và một chiến sĩ Lê Thành Chơn được triệu tập về Trường Văn hóa quân đội ở Lạng Sơn để ôn văn hóa và học tiếng Trung Quốc, chuẩn bị để đào tạo sĩ quan dẫn đường (hoa tiêu) trong lực lượng không quân. Cuối năm 1961, toàn bộ các học viên dẫn đường tốt nghiệp và về nước, cùng tham gia xây dựng cơ sở và nền tảng hệ thống dẫn đường mặt đất phục vụ cho chiến đấu sau này.
Bên cạnh đó, ngày 30 tháng 5 năm 1963, Trung đoàn không quân tiêm kích 921, mật danh là Đoàn Sao Đỏ, được thành lập tại cao nguyên Vân Quý (Trung Quốc), trên cơ sở Đoàn học viên tiêm kích MiG-17, do Trung tá Đào Đình Luyện làm Trung đoàn trưởng, Thiếu tá Đỗ Long làm Chính ủy, Thiếu tá Trần Mạnh làm Trung đoàn phó, Thiếu tá Trần Văn Thọ làm Tham mưu trưởng. Đến ngày 22 tháng 10 năm 1963, Cục Không quân sáp nhập với Bộ Tư lệnh Phòng không thành Quân chủng Phòng không-Không quân. Mặc dù vậy, trên thực tế, lực lượng không quân Việt Nam khi đó chỉ có 1 trung đoàn vận tải 919 và trung đoàn 910 (trường huấn luyện).
Mãi đến ngày 3 tháng 2 năm 1964, lễ thành lập Trung đoàn không quân đầu tiên 921 mới được tổ chức tại Mông Tự, tỉnh Vân Nam, Trung Quốc, cùng lúc với việc tiếp nhận 33 chiếc máy bay chiến đấu kiểu MiG-17, 3 chiếc máy bay huấn luyện kiểu MiG-15UTI. Ngày 6 tháng 8 năm 1964, trung đoàn cùng với 70 phi công đào tạo ở Trung Quốc trở về nước cùng với số máy bay được viện trợ.

### Cuộc đối đầu với Không quân Mỹ

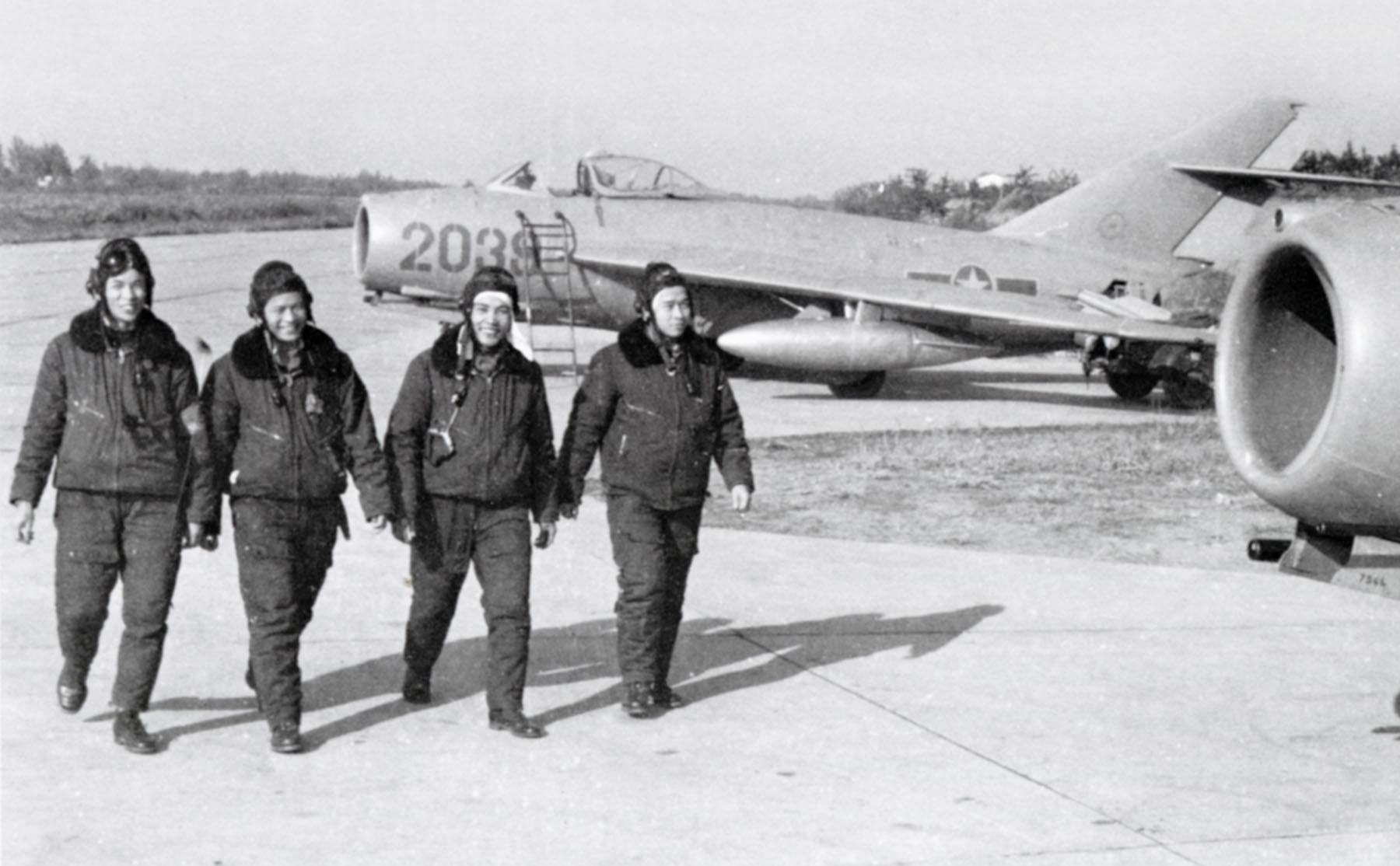
Một biên đội MiG-17 của Không quân nhân dân Việt Nam tại sân bay Nội Bài sau trận đánh ngày 27-6-1967. Từ trái sang phải: Lưu Huy Chao, Lê Hải, Mai Đức Toại, Hoàng Văn Kỳ

Tuy trở về nước với toàn bộ phi công và máy bay, nhưng lực lượng tiêm kích QĐNDVN vẫn tập trung vào việc huấn luyện, giữ tuyệt đối bí mật, tránh tham chiến. Với lực lượng không quân nhỏ bé, lạc hậu, mới thành lập của QĐNDVN, theo lẽ lạc quan nhất, thì việc giành chiến thắng trước một lực lượng không quân hùng hậu, hiện đại, nhiều kinh nghiệm của Hoa Kỳ là điều không thể. Các phi công Mỹ tin rằng đối thủ của họ sẽ là những phi công Liên Xô, hoặc chí ít cũng là phi công Trung Quốc, chứ không thể nào là những phi công Việt Nam non nớt.
Khi Chiến dịch Mũi Tên Xuyên khởi động vào năm 1964, bầu trời Việt Nam hoàn toàn do các phi công Mỹ làm chủ. Không quân Mỹ đã tung vào cuộc chiến hơn 2.000 máy bay phản lực các loại, trong khi Không quân Nhân dân Việt Nam chỉ có trong tay chưa đến 50 chiếc tiêm kích đời cũ MiG-17. Cuộc đấu giữa Không quân Nhân dân Việt Nam với Không quân Hoa Kỳ được ví như cuộc đấu giữa David và Goliath, tức là giữa chàng tí hon với gã khổng lồ.
10h35 ngày 6 tháng 8 năm 1964, một ngày sau sự kiện Mỹ dùng không quân và hải quân đánh vào Nghệ An và Quảng Ninh, 4 chiếc máy bay MiG-17 cất cánh từ sân bay Mông Tự (Trung Quốc) đã hạ cánh xuống sân bay vừa được xây dựng ở Nội Bài phía Bắc Thủ đô Hà Nội. Ngày hôm sau, 7 - 8 máy bay do thám Lockheed U-2 của Mỹ đã bay ngang qua sân bay này và sau đó Đài BBC đã loan tin, nhưng phi công Mỹ không quan tâm lắm, vì MiG-17 là loại tiêm kích đã hoàn toàn lạc hậu, chỉ có vận tốc dưới âm, không có radar cũng như tên lửa. Viên tướng J.Paul, chỉ huy tàu sân bay USS Constellation của Mỹ tuyên bố: "Cuộc chiến đấu với phi công Việt Nam chỉ là trò chơi. Các máy bay trinh sát cho phép người Mỹ nắm rõ lực lượng không quân non trẻ, một dúm máy bay cổ lỗ trú trong những bức tường bằng đất đắp không mái che".
Hoa tiêu Lê Thành Chơn cho biết: "Trên thực tế, tôi không thể sử dụng các chiến thuật được huấn luyện tại Trung Quốc để chống lại Mỹ. Chương trình huấn luyện của Trung Quốc dựa vào kinh nghiệm từ Chiến tranh Triều Tiên. Tuy nhiên, thời đó thì Mỹ làm gì có công nghệ máy bay tân tiến như khi tham chiến ở Việt Nam. Những tổn thất trong giai đoạn đầu là do phi công học theo cách đánh của Trung Quốc; nhưng rồi chúng tôi bắt đầu sử dụng chiến thuật của chính mình".
Với số máy bay viện trợ thêm cùng các phi công được đào tạo thêm, ngày 4 tháng 8 năm 1965, trung đoàn không quân tiêm kích thứ hai là Trung đoàn không quân tiêm kích 923, mật danh Đoàn Yên Thế, được thành lập, gồm 2 đại đội 17 phi công MiG-17, do Trung tá Nguyễn Phúc Trạch làm Trung đoàn trưởng, Trung tá Nguyễn Ngọc Phiếu làm Chính ủy. Không quân Việt Nam được trang bị thêm một số máy bay MiG-17F có bộ phận tăng lực.
Đến cuối năm 1965, Không quân Việt Nam có thêm một số máy bay MiG-21 do Liên Xô viện trợ, máy bay MiG-21 được lắp ráp tại hangar của sân bay Nội Bài từ giữa năm 1965. Cán bộ kỹ thuật được học chuyển loại từ khai thác MiG-17 sang khai thác MiG-21 cũng tại ngay ở sân bay này. Lớp phi công MiG-21 đầu tiên lái máy bay MiG-21 thuộc đoàn phi công học tại Crasnodar do Trung úy Phạm Thanh Ngân là đoàn trưởng và cũng ông là người dùng MiG-21 bắn rơi chiếc máy bay Mỹ đầu tiên. Sau này ông trở thành Tư lệnh Không Quân rồi Phó Tổng tham mưu trưởng và là Ủy viên Bộ chính trị BCH TƯ ĐCS Việt Nam. Một số phi công giỏi của Trung đoàn 921 được đưa sang Liên Xô để huấn luyện chuyển loại như Phạm Ngọc Lan, Nguyễn Ngọc Độ, Nguyễn Nhật Chiêu...
Cũng trong đầu năm 1966, Trung Quốc viện trợ cho Việt Nam một số máy bay J-6, một biến thể của MiG-19. Với số máy bay này, trung đoàn không quân tiêm kích thứ 3 được thành lập tại Sóc Sơn với phiên hiệu Trung đoàn không quân tiêm kích 925, với Trung tá Lê Quang Trung làm Trung đoàn trưởng, Thiếu tá Mai Đức Toại làm Trung đoàn phó. Một số cán bộ, phi công Trung đoàn 923 được huấn luyện chuyển loại MiG-19 tại căn cứ Trường Không quân số 1 ở Tế Nam (Trung Quốc). Tuy nhiên, do tình hình chiến đấu ác liệt và ảnh hưởng của cuộc Cách mạng văn hóa tại Trung Quốc nên mãi đến tháng 10 năm 1969, trung đoàn mới về nước tham chiến, đóng căn cứ tại Yên Bái.
Ngày 24 tháng 3 năm 1967, Sư đoàn không quân Thăng Long (phiên hiệu là Sư đoàn 371) tức Bộ Tư lệnh Không quân, được thành lập, gồm các trung đoàn 921, 923, 919 và đoàn bay Z. Đây là Sư đoàn Không quân đầu tiên của Quân đội nhân dân Việt Nam.
Đến nửa cuối năm 1968, trong biên chế Bộ đội phòng không - không quân đã có 5 sư đoàn phòng không và 4 trung đoàn vô tuyến kỹ thuật độc lập. Không quân Việt Nam đã có 4 trung đoàn không quân tiêm kích với 59 chiếc máy bay tiêm kích MiG-17F/PF, 12 chiếc J-6 (phiên bản Trung Quốc của MiG-19S) và 77 chiếc MiG-21F-13/ PF/PFM.
Ngày 1 tháng 12 năm 1971, trung đoàn không quân tiêm kích thứ 4 được thành lập, với phiên hiệu là Trung đoàn không quân tiêm kích 927, căn cứ tại Thọ Xuân, vì vậy có mật danh Đoàn Lam Sơn. Thiếu tá Nguyễn Hồng Nhị, Anh hùng lực lượng vũ trang nhân dân, Chủ nhiệm bay của Trung đoàn không quân 921 được bổ nhiệm làm Trung đoàn trưởng. Thiếu tá Trần Ưng làm Chính ủy. Thiếu tá Nguyễn Nhật Chiêu, đại úy Nguyễn Văn Nhiên và đại úy Nguyễn Đăng Kính làm trung đoàn phó. Đại úy Nguyễn Văn Tỉnh làm Tham mưu trưởng. Toàn bộ máy bay MIG-21MF (có 4 giá treo vũ khí) giao cho Trung đoàn 921, và số MIG-21PFM (có 2 giá treo) được giao cho Trung đoàn 927.

### Những tổn thất và thành tích không chiến
Khi các cuộc tấn công đường không do Mỹ tiến hành nổ ra, không quân nhân dân Việt Nam luôn bị áp đảo về số lượng. Ví dụ như đầu năm 1972, trên chiến trường chỉ có 71 máy bay tiêm kích của Việt Nam (40 chiếc MiG-17 và MiG-19 là máy bay thế hệ cũ, chỉ có 31 chiếc MiG-21 là tương đối hiện đại) chống lại 360 máy bay tiêm kích chiến thuật của Không quân Mỹ và 96 máy bay tiêm kích của Hải quân Mỹ, phần lớn trong đó là F-4 Phantom thuộc các biến thể hiện đại nhất.
Trước một đối phương chiếm ưu thế tuyệt đối cả về số lượng lẫn chất lượng, với hàng ngàn máy bay và hàng trăm phi công có trên 1.000 giờ bay trên nhiều loại máy bay khác nhau, Không quân Việt Nam vào lúc cao điểm cũng không có quá 100 máy bay MiG-17/19/21 với chưa đến 100 phi công với số giờ bay ít ỏi (khoảng 200 giờ mỗi người), thì những tổn thất của phía Việt Nam là rất khó chịu đựng. Họ đã cố gắng cải thiện vấn đề này bằng nhiều biện pháp tổng hợp từ tinh thần đến chiến thuật đánh nhằm hạn chế tổn thất đến mức tối thiểu. Tuy nhiên, các phi công Mỹ cũng không phải là những kẻ bất tài.
Phía Mỹ tuyên bố trong thời gian từ 1965 đến 1973, đã có 194 phi công của họ (trong đó có 143 là phi công F-4) bắn hạ tổng cộng 196 máy bay MiG. Phía Việt Nam công nhận có 131 chiếc MiG bị mất khi không chiến và 23 chiếc khác bị mất do tai nạn, đồng thời tuyên bố đã bắn hạ khoảng 266 tới 320 máy bay các loại của đối phương. Một tài liệu khác của Hải quân Mỹ tuyên bố, trong suốt thời gian từ ngày 7 tháng 6 năm 1965 đến 12 tháng 1 năm 1973, các phi công Hải quân Mỹ đã bắn rơi 60 chiếc MiG.

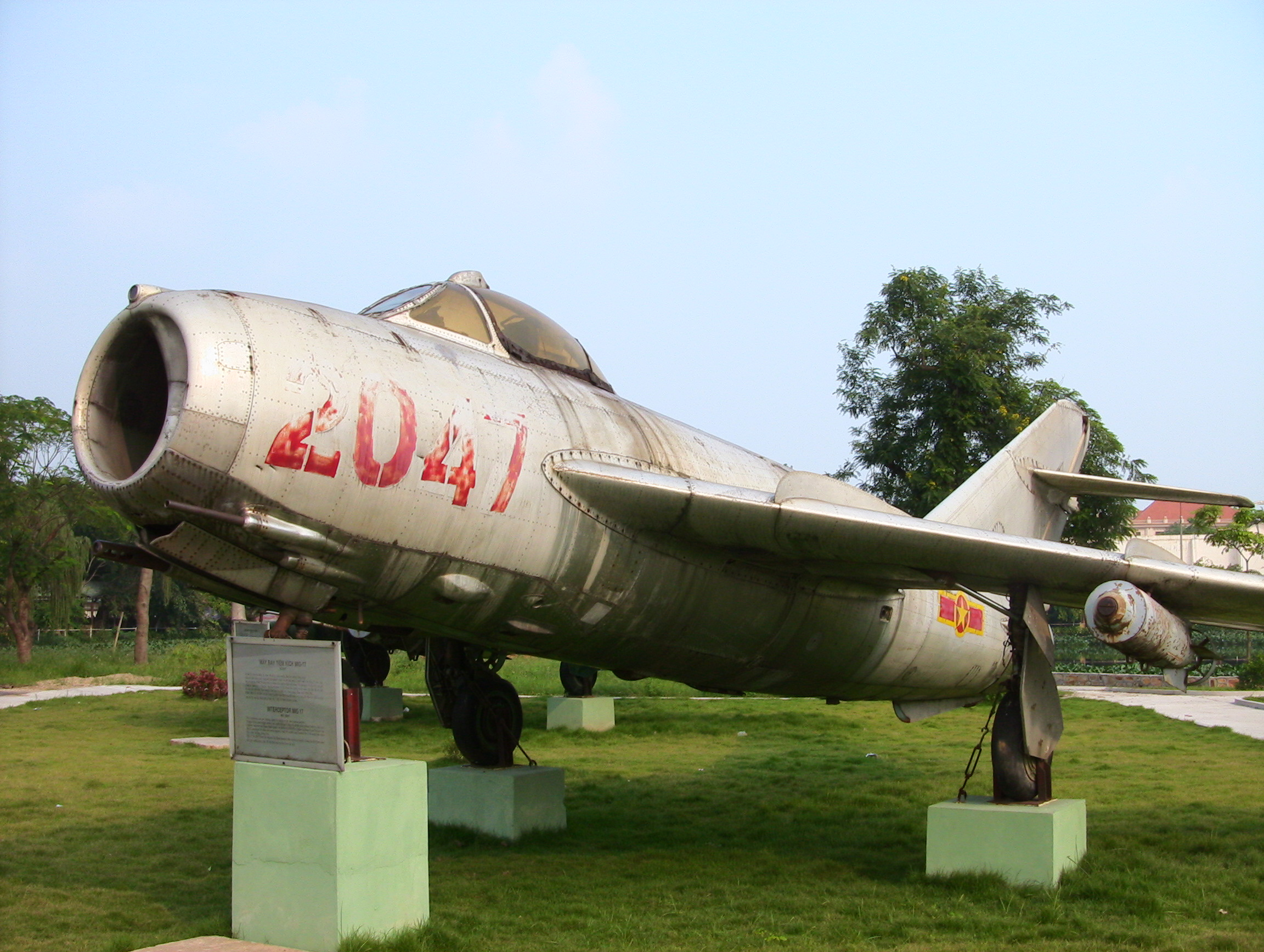
Máy bay tiêm kích MiG-17 này đã được Nguyễn Văn Bảy (B) điều khiển ngày 19 tháng 4 năm 1972 và ném bom trúng tàu khu trục Higbee đang thực hiện nhiệm vụ pháo kích Đồng Hới.

Riêng ngày 2 tháng 1 năm 1967, chiến dịch Bolo nhằm gài bẫy các MiG Việt Nam được thực hiện. Trong ngày này, có 6 MiG cất cánh, thì 5 chiếc bị bắn rơi tại chỗ, 5 phi công phải nhảy dù (trong đó có ba người về sau trở thành hạng "Ách" là Nguyễn Đăng Kỉnh, Nguyễn Văn Cốc, Nguyễn Hồng Nhị) nhưng may mắn không có ai bị thương, phía Mỹ không mất máy bay nào. Trong hai ngày sau, riêng đoàn 921 mất thêm 3 chiếc nữa. Trong vòng 3 ngày, Việt Nam tổn thất 9 máy bay trong tổng số 16 máy bay sẵn sàng chiến đấu, đây là tỷ lệ mất mát rất lớn khi mà số lượng máy bay của Việt Nam khi đó chỉ có vài chục chiếc, khiến cho lực lượng không quân Việt Nam gần như tê liệt trong suốt nhiều ngày
Bên cạnh đó, Không quân Việt Nam đôi khi còn bị tổn thất bởi chính những người đồng đội Phòng không của mình. Trong không chiến quần vòng giữa đông đảo các máy bay của đối phương, những chiếc MiG cũng có thể bị trúng đạn lạc trong lưới đạn của pháo phòng không Việt Nam. Ngoài ra, do tưởng lầm là máy bay địch, tên lửa phòng không đã bắn nhầm trong một số trường hợp đáng tiếc. Ngoài trường hợp 3 máy bay MiG-17 bị rơi, được cho là bị pháo cao xạ bắn nhầm ngày 4 tháng 4 năm 1965, tài liệu phía Việt Nam ghi nhận hai trường hợp MiG-17 và MiG-21 bị bắn nhầm bởi tên lửa SAM-2 của Việt Nam làm 1 phi công chết, 1 bị thương nặng. Trong thời gian đầu Chiến dịch Sấm Rền, sự thiếu kinh nghiệm cũng làm phía Việt Nam mất một vài phi công trẻ và máy bay do tai nạn.
Tuy nhiên, bất chấp thời gian huấn luyện, trang bị và số lượng kém hơn, các phi công Việt Nam đã thể hiện sự dũng cảm và sáng tạo của họ trong cả hai phương diện chiến thuật và kỹ thuật, làm kinh ngạc đối phương.
Ví dụ, trong ngày 10 tháng 5 năm 1972, đã diễn ra cuộc không chiến dữ dội nhất trong năm 1972 với 15 trận không chiến. Các phi công Mỹ trong đội bay đã được đào tạo đặc biệt (chương trình huấn luyện TopGun) họ và đã bắn hạ 3 chiếc MiG-17, 1 chiếc MiG-19 và 2 chiếc MiG-21, đổi lại có 5 chiếc F-4 Phantom của Mỹ bị hạ (Việt Nam tuyên bố 2 chiếc F-4 khác cũng đã bị hạ nhưng Mỹ không công nhận). Phía Việt Nam cũng công nhận trong vòng 15 ngày (từ 26/4 tới 10/5), họ đã mất 9 phi công giỏi. Sau khi họp bàn rút kinh nghiệm, các phi công Việt Nam dùng chiến thuật mới để phản công. Ngày 11 và 13/5, phi công Việt Nam hạ được 4 F-4 mà không bị tổn thất. Ngày 18/5, các phi công Việt Nam xuất kích 26 lần và tiến hành 8 trận không chiến, bắn rơi 4 chiếc F-4 Phantom trong khi Việt Nam không bị tổn thất..

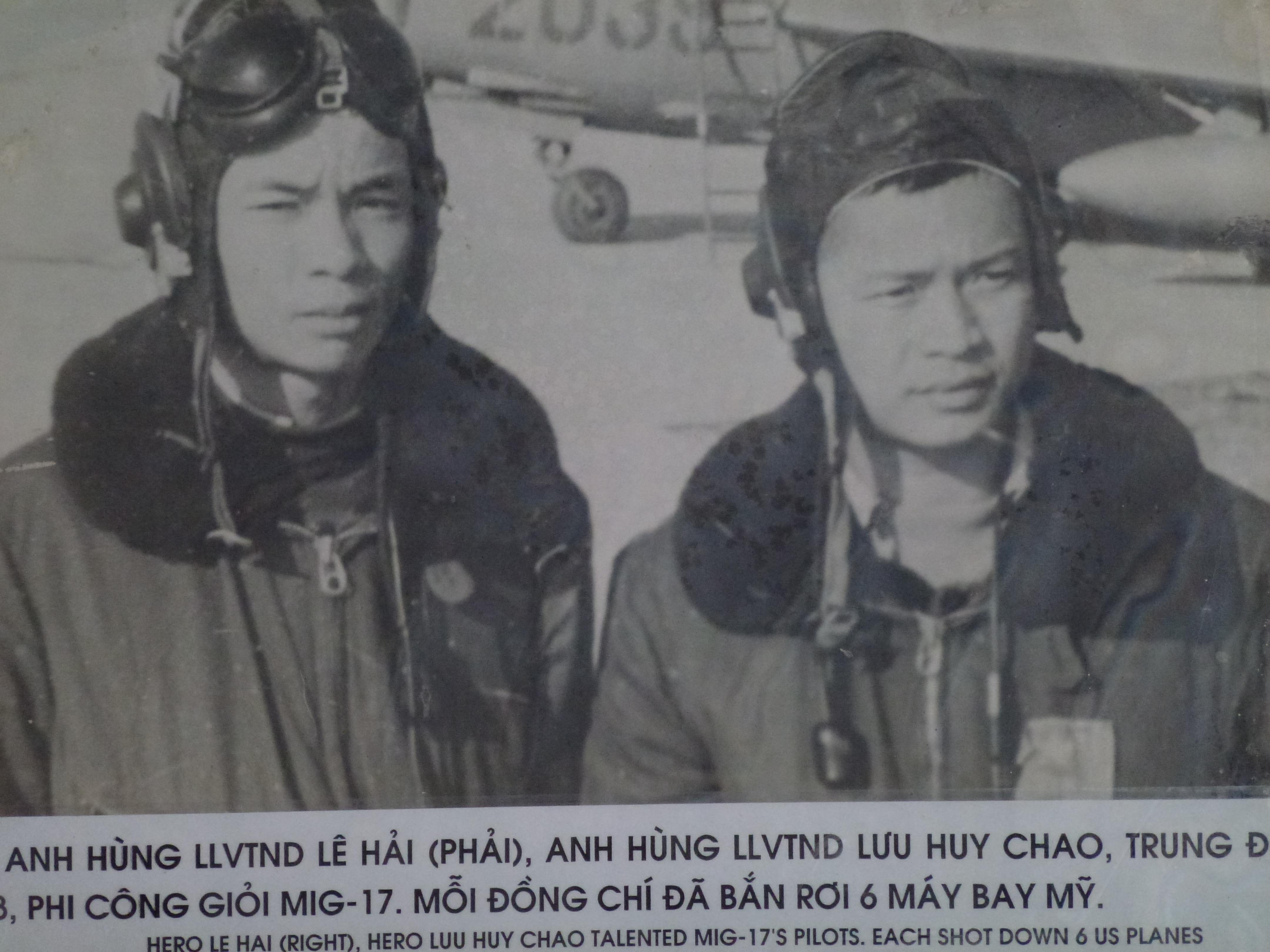
Lưu Huy Chao và Lê Hải là 2 phi công lái MiG-17, mỗi người đã bắn rơi 6 máy bay Mỹ

Trong tháng 6/1972, các Trung đoàn không quân tiêm kích 921 và 923 của Việt Nam đã bắn rơi 16 máy bay đối phương và chịu tổn thất 4 chiếc. Ngày 27 tháng 6, Không quân Mỹ tổ chức một trận tập kích lớn vào Hà Nội với 24 máy bay cường kích và 20 máy bay tiêm kích F-4 yểm hộ. 5 chiếc MiG-21MF của Việt Nam đã hạ 4 chiếc F-4E của các Liên đội không quân chiến thuật số 366 và 423 của Không quân Hoa Kỳ tại vùng trời Tây Bắc Việt Nam (các F-4 bị rơi có số hiệu 68-0314, 67-0248, 69-7271, 69-7296); bắn bị thương 1 chiếc F-4E (số hiệu 67-0243), phía Việt Nam không bị tổn thất.
Nhà nghiên cứu lịch sử chiến tranh Vladimir Ilyin đã có bài viết tổng kết về cuộc đối đầu giữa Không quân Nhân dân Việt Nam và Không quân Mỹ trên bầu trời miền Bắc Việt Nam, theo đó:
- Trong giai đoạn một, từ tháng 4/1965 đến tháng 11/1968, trên bầu trời Việt Nam đã diễn ra 268 trận không chiến, trong các trận đó đã có 244 máy bay Mỹ và 85 máy bay Việt Nam bị bắn rơi. Trong số đó có 27 F-4 và 20 MiG-21[14]. Theo các số liệu của Việt Nam, trong 4 tháng đầu năm 1966 đã có 11 máy bay Mỹ và 9 chiếc MiG-17 của Việt Nam bị bắn hạ trong các trận không chiến[15]. Từ tháng 5 tới tháng 12/1966, MiG-21 chính thức tham chiến, Mỹ đã mất 47 máy bay mà chỉ hạ được 12 chiếc của Việt Nam. Nửa đầu năm 1968, trong 40 trận không chiến các phi công Việt Nam đã tiêu diệt 25 máy bay. Đặc biệt, trong tháng 12 năm 1966, nhờ chiến thuật hiệu quả, các phi công Việt Nam đã bắn rơi 14 chiếc F-105 Thunderchief của Mỹ mà không chịu tổn thất nào[16] Trong năm 1967, Không quân Việt Nam đã hạ được 124 máy bay Mỹ và mất 60 chiếc MiG. Trong 3 tháng đầu năm 1968, Không quân Việt Nam đã hạ 44 máy bay Mỹ trong các trận không chiến[15].
- Trong giai đoạn 2 (năm 1972), giữa các máy bay Mỹ và Việt Nam đã có 201 trận không chiến, trong đó phía Việt Nam mất 54 máy bay (gồm 36 MiG-21 và một MiG-21US) và Mỹ mất 90 máy bay (trong đó có 74 tiêm kích F-4 và 2 máy bay trinh sát RF-4C)[12].

Trong suốt các cuộc không chiến giữa không quân Việt Nam với quân đội Mỹ, phía Việt Nam có 16 phi công đạt đẳng cấp "Ách" (tức đã bắn hạ được từ 5 máy bay đối phương trở lên), gồm 14 phi công MiG-21 và 2 phi công lái MiG-17. Trong đó người cao nhất là phi công MiG-21 Nguyễn Văn Cốc đã bắn hạ 9 máy bay Mỹ. Một phi công huyền thoại khác là Nguyễn Văn Bảy, còn gọi là "Bảy A", phi công MiG-17, đã bắn hạ 7 máy bay Mỹ (cao nhất trong các phi công lái MiG-17). Trong khi đó, chỉ có 3 nhóm phi công Mỹ đạt đẳng cấp "Ách" (đều là phi công lái F-4) và người cao nhất là Hoa tiêu, Đại úy Không quân Chuck E. DeBellevue đã bắn hạ được 6 máy bay. Hai tổ lái còn lại là tổ lái của Ritchie Richard (phi công) và Feinstein Jeffrey S. (hoa tiêu) của Không quân và tổ lái Cunningham Randolph (phi công) và Driscoll William (hoa tiêu) của Hải quân, mỗi tổ lái hạ 5 chiếc.
Một phi công khác cũng cùng tên Nguyễn Văn Bảy, thường được gọi là "Bảy B", từng chỉ huy một biên đội 2 chiếc MiG-17 ngày 14 tháng 4 năm 1972 cất cánh từ sân bay Khe Gát, Quảng Bình ném trúng 2 quả bom 250 kg vào tàu khu trục Mỹ Highbee. Đây cũng là lần đầu tiên không quân của một quốc gia khác tiến công hạm đội Mỹ kể từ sau Chiến tranh thế giới thứ hai.
Đặc biệt cho tới năm 2004, chỉ có Không quân Nhân dân Việt Nam là dám đối đầu và bắn rơi máy bay B-52, một loại siêu pháo đài bay hiện đại của không quân Hoa Kỳ bấy giờ. Trong Chiến tranh Việt Nam, có ba siêu pháo đài bay loại này được cho là do Không quân Nhân dân Việt Nam bắn rơi trong đêm 27/12/1972.

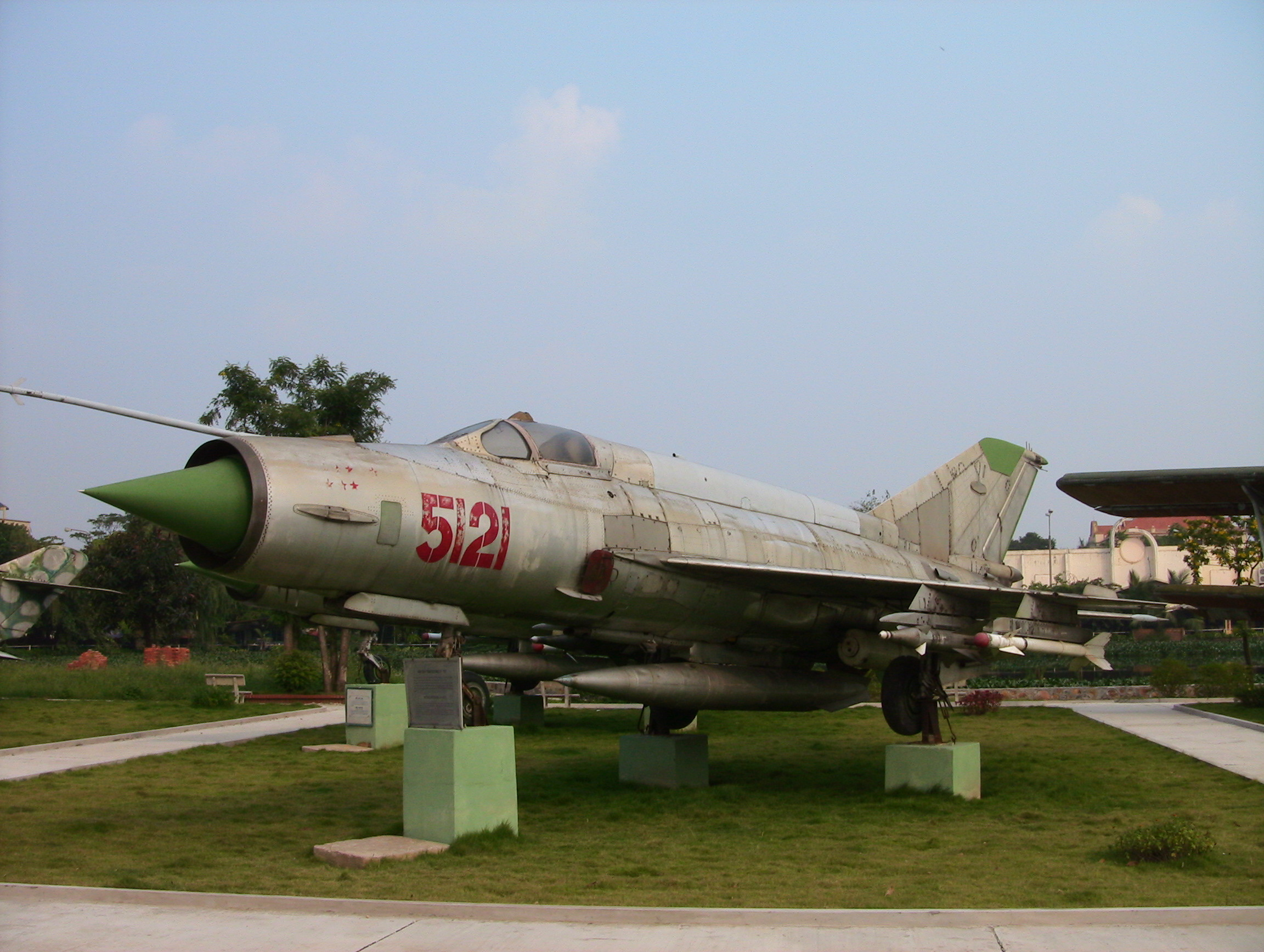
Chiếc máy bay MiG-21MF mang số hiệu 5121 mà Phạm Tuân đã dùng để bắn rơi một máy bay B-52 vào ngày 27/12/1972

- Lần đầu do phi công Vũ Đình Rạng bắn trúng B-52 bằng 1 quả tên lửa K-13 vào đêm 20-11-1971 tại Nam Lào. Trong trận này, không quân Việt Nam đã thực hiện nghi binh, khiến không quân Mỹ tưởng rằng không có tiêm kích MiG hoạt động ở Khu 4 nên không cẩn thận đề phòng. Vì vậy, Vũ Đình Rạng đã dễ dàng tiếp cận phi đội 3 chiếc B-52 và phóng 2 tên lửa từ cự ly khoảng 2 km, mỗi tên lửa nhắm vào 1 chiếc B-52. Một chiếc B-52 trúng tên lửa, nhưng vì kích thước rất lớn nên sức công phá của 1 quả tên lửa chưa đủ làm nó rơi ngay, và ông Rạng cũng cho rằng mình chưa hạ được B-52. Nhưng theo lời kể sau này của Thiếu tá phi công F. Wantterhahn thì chiếc B-52 bị thủng thùng dầu bên trái, cháy nhưng dập được, một động cơ bị hỏng nặng, nó phải hạ cánh khẩn cấp xuống sân bay Nakhom- Phanom ở Đông Bắc Thái Lan. Sau đó do hỏng quá nặng nên không thể sửa chữa, bị xẻ ra rồi chở về Utapao, nên có thể coi là đã bị tiêu diệt. Năm 2018, David Robert Volker (phi công lái chiếc B-52 bị tấn công) cho biết vụ việc đã gây chấn động không quân Mỹ, họ đã dừng bay toàn bộ B-52 suốt 4 tháng để nghiên cứu cách chống MiG. Vụ việc cũng bị phía Mỹ giấu kín để "giữ thể diện"[17] Thành tích này đã cho thấy MiG-21 hoàn toàn có thể bắn hạ B-52 bằng 2 trái tên lửa mang theo (tất nhiên là phải có thêm chiến thuật hợp lý).
- Lần thứ 2 và là nổi tiếng nhất là trận đêm 27 tháng 12 năm 1972, do phi công Phạm Tuân lái chiếc máy bay MiG-21FM đã bắn hạ 1 B-52 bằng 2 quả tên lửa không đối không NHK-8-9-1-2[18]. Phạm Tuân kể rằng: Do B-52 trang bị nhiều mồi nhiệt làm nhiễu đầu dò tên lửa nên Phạm Tuân đã áp sát B-52 ở cự ly 2–3 km rồi mới phóng tên lửa (dù tầm bắn của tên lửa là 8 km), ở cự ly này tên lửa chỉ mất 2-3 giây để tới mục tiêu nên chiếc B-52 sẽ không kịp thả mồi nhiễu. Rút kinh nghiệm từ vụ của Vũ Đình Rạng (chỉ phóng 1 quả tên lửa thì không đủ để hạ tại chỗ B-52) nên ông đã phóng liền cả hai tên lửa vào mục tiêu, không giữ lại tên lửa dự phòng.
- Lần thứ 3, phi công Vũ Xuân Thiều được ghi nhận hạ 1 B-52 vào đêm 28 tháng 12 năm 1972, nhưng do tên lửa không đủ sức làm chiếc B-52 rơi tại chỗ,ông đã quyết định không thoát ly an toàn, mà lao thẳng vào chiếc B-52 và anh dũng hy sinh[19]

Các phi công Mỹ còn lưu truyền về một phi công MiG-17 được họ gọi bằng biệt hiệu Đại tá Toon (hay Tomb) với số lần bắn hạ đối phương là 13 lần, về sau bị một "Ách" của Hải quân Hoa Kỳ là Đại úy Randy "Duke" Cunningham bắn rơi. Một số người cho rằng đây là phi công Đinh Tôn, tuy nhiên Đinh Tôn lại lái chiếc MiG-21 và không được xếp vào nhóm "Ách". Trên thực tế, phía Việt Nam không đưa các phi công có cấp bậc Thiếu tá trở lên để tham gia không chiến. Sau này, Đại tá Toon được xác nhận là một nhân vật tưởng tượng do các phi công Mỹ tạo ra và thường xuyên được họ đưa ra làm đề tài chuyện phiếm. Như là thiện chí của các phi công Mỹ, Đại tá Toon là một sự tổng hợp của các phi công giỏi của Việt Nam, giống như những "nghệ sĩ sôlô" ném bom đơn độc ban đêm trong Chiến tranh thế giới thứ hai được gọi là "máy giặt Charlie" vậy.
Trong vòng hơn 7 năm (từ trận không chiến đầu tiên vào năm 1965 đến đầu năm 1973), Không quân Nhân dân Việt Nam đã xuất kích 6.960 lần, với khoảng 360 trận không chiến, 587 lần nổ súng, tuyên bố bắn rơi 320 máy bay các loại của địch. Trong toàn cuộc chiến, Không quân Việt Nam đã bị mất 159 máy bay và 2 trực thăng các loại, bao gồm 75 chiếc MiG-17, 5 chiếc MiG-19, 65 chiếc MiG-21, 5 chiếc An-2, 5 chiếc Il-14, 1 chiếc MiG-15UTI, 1 chiếc Il-28, 1 chiếc L-29, 1 chiếc Lisunov Li-2, 2 trực thăng Mi-4 (tính cả máy bay bị mất trong không chiến và máy bay bị mất do tai nạn) Không quân Việt Nam có 163 phi công hy sinh (bao gồm 74 phi công MiG hy sinh trong không chiến, số còn lại hy sinh trong những tình huống ngoài không chiến).
Theo một thống kê khác thì tổng cộng trong chiến tranh, Không quân Nhân dân Việt Nam tuyên bố đã bắn hạ 266 máy bay các loại của Mĩ, trong khi tổn thất trong chiến đấu là 131 máy bay MiG các loại và 23 chiếc MiG khác bị mất do tai nạn, đạt tỉ lệ tiêu diệt 1 đổi 2. Một nguồn khác ghi nhận rằng đã có 56 phi công Việt Nam từng bắn rơi máy bay Mỹ, 2 người trong số đó hạ 4 chiếc và 16 người hạ từ 5 chiếc trở lên. Đây là một kì công nhất là với trang bị máy bay cũ kĩ và số giờ bay thấp của các phi công.
Có thể tham khảo thành tích của các phi công tại đây

### Lấy máy bay đối phương

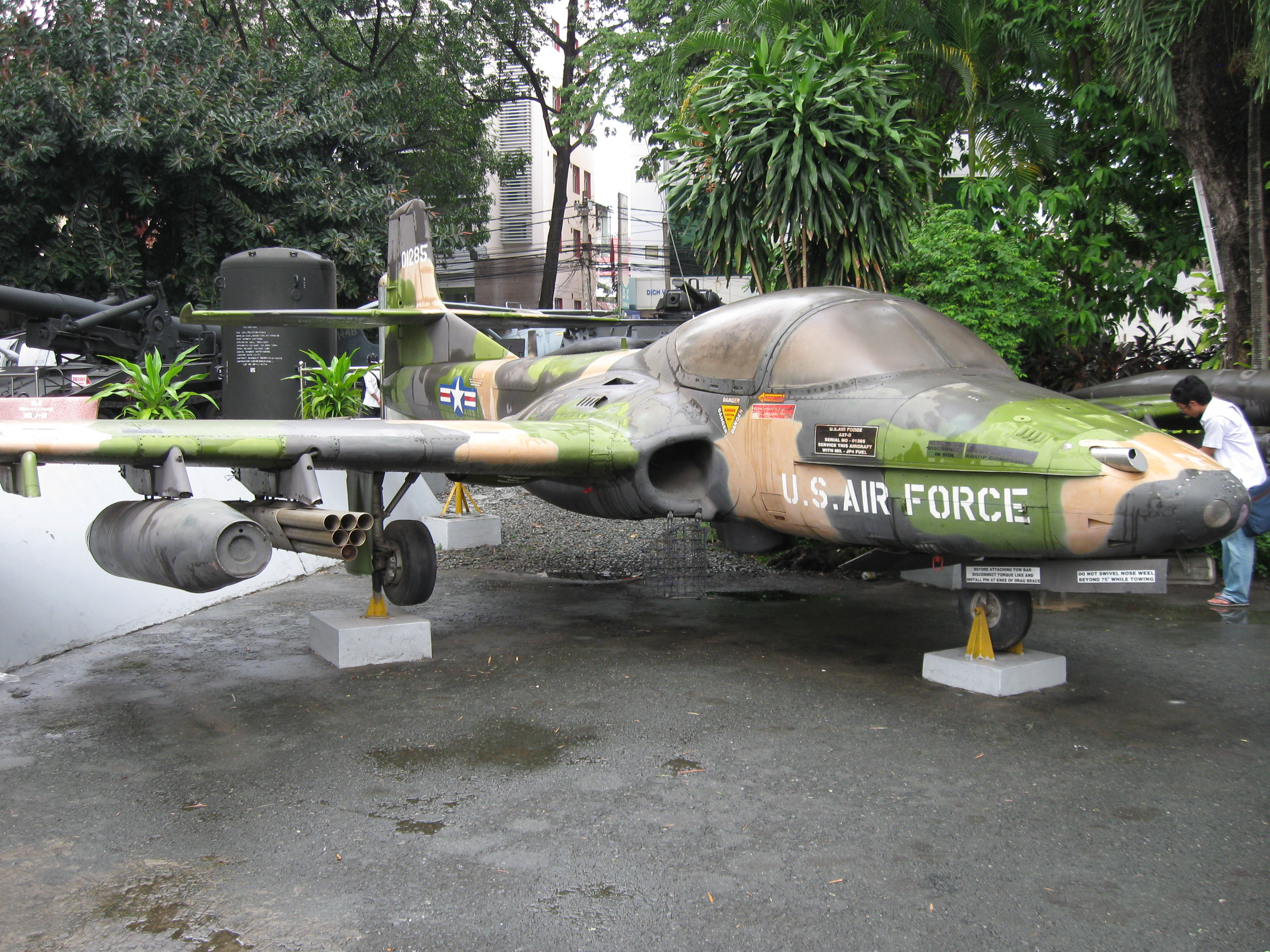
Chiếc A-37 số hiệu 285 của Không quân VNCH do KQNDVN chiếm được tại sân bay Thành Sơn (Ninh Thuận) đã tham gia ném bom sân bay Tân Sơn Nhất ngày 28-4-1975 (trưng bày tại bảo tàng chứng tích chiến tranh - TP Hồ Chí Minh)

Bên cạnh đó, Không quân Việt Nam cũng có một số trường hợp đặc biệt hi hữu. Ngày 7 tháng 11 năm 1973, Hồ Duy Hùng, vốn là một Thiếu úy phi công trực thăng vũ trang của Việt Nam Cộng hòa bị sa thải, thực chất là một điệp viên được cài vào Không lực Việt Nam Cộng hòa, đã đánh cắp một chiếc máy bay trực thăng vũ trang UH-1A tại Đà Lạt và hạ cánh tại Dầu Tiếng, thuộc vùng kiểm soát của Mặt trận Dân tộc Giải phóng miền Nam Việt Nam.
Đúng 17 tháng sau, ngày 8 tháng 4 năm 1975, Nguyễn Thành Trung, cũng là một điệp viên được cài vào Không lực Việt Nam Cộng hòa, đã đánh cắp một chiếc máy bay phản lực chiến đấu F-5E, ném bom vào dinh Độc Lập và sau đó hạ cánh tại sân bay dã chiến tại Phước Long. Không lâu sau đó, đúng 20 ngày sau, vào ngày 28 tháng 4 năm 1975, cũng chính Nguyễn Thành Trung dẫn đầu một phi đội gồm 5 chiếc khu trục ném bom A-37 chiến lợi phẩm, đã ném bom sân bay Tân Sơn Nhất, thực hiện trận đánh cuối cùng của Không quân Việt Nam trong cuộc Chiến tranh Việt Nam. Phi đội gồm Nguyễn Thành Trung, Nguyễn Văn Lục, Hán Văn Quảng, Từ Đễ (3 phi công lái MiG-17 vừa mới học chuyển loại) và Trần Văn On (cựu phi công Không lực Việt Nam Cộng hòa tình nguyện tham gia chiến đấu).
Khu vực đỗ máy bay của không lực Sài Gòn đã bị trúng 6 quả bom làm ít nhất 3 chiếc AC – 119 và một số chiếc C–47 bị phá hủy hoàn toàn. Hai quả bom khác rơi đúng điểm giữa tòa nhà Phòng tác chiến và tháp chỉ huy.
Trong Chiến dịch Mùa xuân năm 1975, Quân đội nhân dân Việt Nam tịch thu được 877 máy bay quân sự các loại, trong số đó có 41 chiếc F-5 Freedom Fighter và 95 chiếc A-37. Trong số này, 250 chiếc còn rất tốt, có thể dùng để chiến đấu được ngay, số còn lại được để trong kho bảo quản hoặc chờ sửa chữa. Số máy bay này tiếp tục phục vụ rộng rãi trong chiến tranh biên giới Tây Nam chống lại các lượng lượng Khmer Đỏ. Đến thập niên 2000, chỉ còn một số ít máy bay tịch thu của Mỹ là vẫn hoạt động, số còn lại đã loại khỏi biên chế do đã cũ hoặc không có phụ tùng sửa chữa.

## Quá trình hiện đại hóa

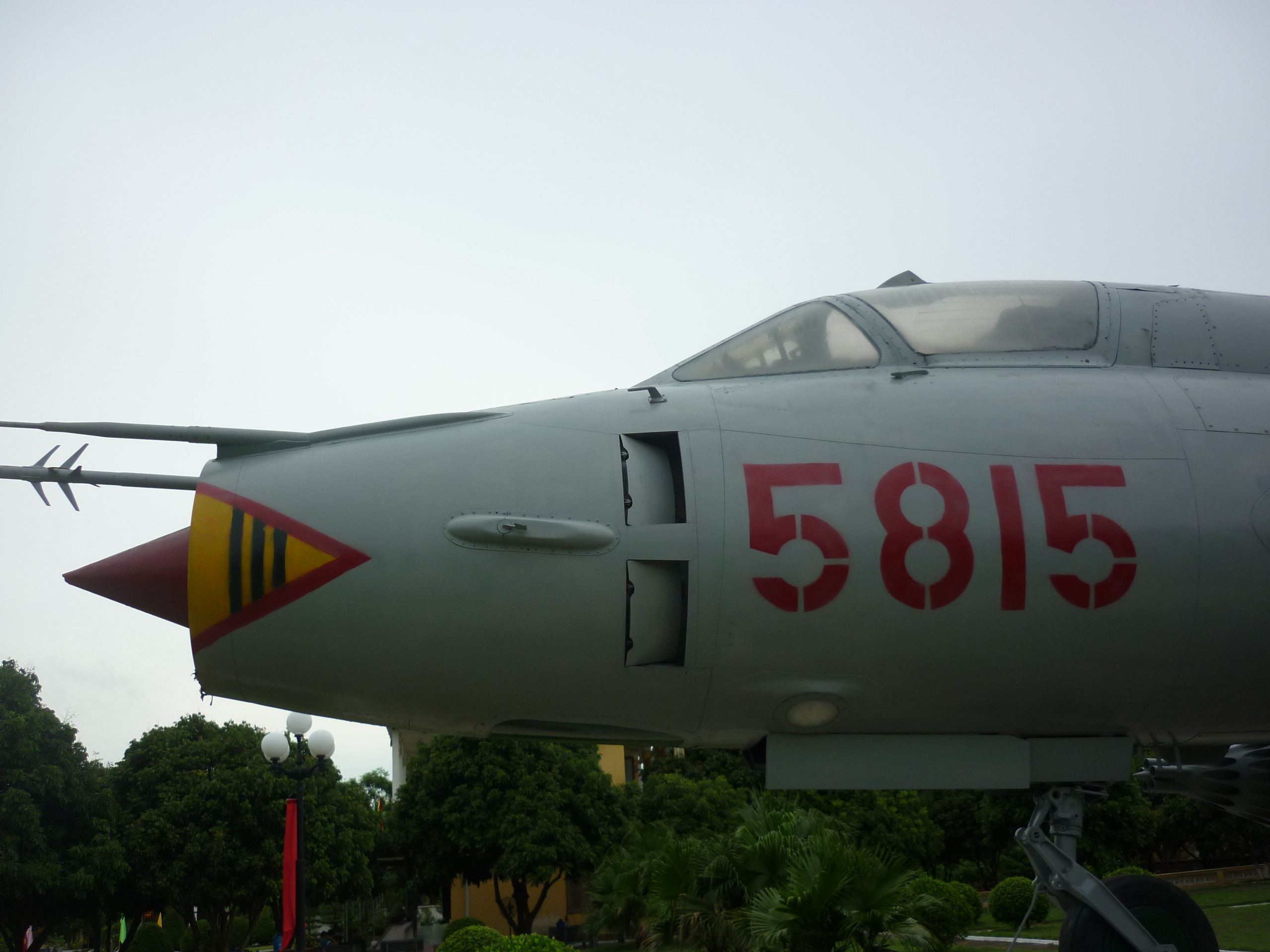
Máy bay tiêm kích - ném bom Su-22M số hiệu 5815 này thuộc trung đoàn 923, đã tham gia chuyến tuần tra biển đầu tiên tại Quần đảo Trường Sa ngày 10 tháng 2 năm 1988.

Ngày 21 tháng 5 năm 1975, Bộ Quốc phòng đã quyết định thành lập 2 trung đoàn trực thăng 917 và 918, và 2 trung đoàn máy bay chiến đấu 935 và 937. Các trung đoàn này được trang bị các máy bay chiến lợi phẩm của Không lực Việt Nam Cộng hòa và tham chiến ở chiến trường biên giới Tây Nam.
Bên cạnh đó, trước nguy cơ xung đột với quốc gia láng giềng kiêm đồng minh cũ là Trung Quốc, Việt Nam tìm cách tăng cường hiện đại hóa lực lượng quân sự, kể cả không quân, với sự giúp đỡ của cường quốc Liên Xô. Ngày 16 tháng 5 năm 1977, Quân chủng Không quân được thành lập, bao gồm các binh chủng Không quân tiêm kích, Không quân tiêm kích-bom, Không quân vận tải, Không quân trinh sát,... theo mô hình của Liên Xô. Năm 1979, Việt Nam được Liên Xô viện trợ một số máy bay tiêm kích-bom khá hiện đại Su-22M. Số máy bay này được chuyển giao cho trung đoàn 923.
Ngày 25 tháng 2 năm 1979, Trung đoàn Không quân tiêm kích 929 được thành lập, với nòng cốt các bộ, phi công từ các trung đoàn 935, 937 chuyển sang.
Thời kỳ này, trang bị của KQNDVN chủ yếu là mua với giá ưu đãi từ Liên Xô và các chiến lợi phẩm được trao đổi, nhằm thay thế dần số MiG-17 và MiG-19 đã quá cũ. Mô hình tổ chức quân chủng không quân riêng biệt phỏng theo mô hình tổ chức của Không quân Liên Xô, vốn có lãnh thổ rộng lớn và trang bị quân sự hùng hậu, không phù hợp với đặc thù Việt Nam, có lãnh thổ nhỏ hẹp và thiếu trang bị. Từ giữa thập niên 1980, do sự sụp đổ của khối Đông Âu, những ưu đãi về mua sắm trang thiết bị không còn, cộng với các máy bay chiến lợi phẩm không có phụ tùng thay thế do bị cấm vận, rất nhiều máy bay bị thải loại hoặc phải cất kho do không có phụ tùng thay thế. Không quân Việt Nam cố gắng duy trì hoạt động bằng cách mua lại với giá rẻ các máy bay MiG-21 hoặc Su-22 đã qua sử dụng từ các nước Đông Âu đang chuyển sang gia nhập khối NATO.
Trong các năm từ 1996 đến 1998, Việt Nam đã đặt hàng Nga nâng cấp 32 chiếc máy bay tiêm kích bom Su-22M4 một người lái và 2 chiếc máy bay huấn luyện 2 người lái Su-22UM3. Tiếp tục những năm sau, Việt Nam mua lại nhiều máy bay Su-22M4/UM3 của Ba Lan và Cộng hòa Séc.
Giữa thập niên 1990, trung đoàn 937 được tiếp nhận những máy bay Su-27SK/UB đầu tiên của Việt Nam. Đây là thế hệ máy bay hiện đại nhất mà Việt Nam có vào lúc đó, được mua sắm với giá thị trường. Lần lượt trong những năm tiếp theo, do thiếu kinh phí, Không quân Việt Nam đành tạm hài lòng với khoản nâng cấp, kéo dài tuổi thọ của các máy bay MiG-21 và Su-22, dù số giờ bay huấn luyện càng lúc càng giảm cũng như số tai nạn do thiết bị cũ tăng lên. Dù vậy, họ vẫn tiếp tục mua sắm các máy bay hiện đại Su-27/30 hiện đại hơn, dù chỉ với số lượng ít và nhỏ giọt.
Kể từ tháng 3 năm 1999, lực lượng không quân lại sáp nhập với lực lượng phòng không lại thành Quân chủng Phòng không - Không quân để tinh giản và gọn nhẹ trong bộ máy quản lý, phù hợp với điều kiện Việt Nam.
Cuối năm 1999, cơ quan quản lý vũ khí trang bị Rosoooruzheniye của Nga đã tiến hành đàm phán để nâng cấp những chiếc Su-27 và Su-30 hiện có của Việt Nam để chúng có thể mang được tên lửa không đối không ngoài tầm nhìn R-77 (AA-12), tên lửa không đối hạm Kh-31 (AS-17) và các loại tên lửa không đối đất Vympel Kh-27 (AS-14) và Kh-59M (AS-18).
Trong những năm 2010, đứng trước sức ép của Trung Quốc trong vấn đề Biển Đông, Việt Nam bắt đầu đẩy mạnh việc trang bị cho lực lượng không quân của mình nhằm bảo vệ chủ quyền biển đảo. Những hợp đồng trang bị mới nhất cho thấy việc gia tăng trang bị những mẫu máy bay chiến đấu hiện đại như Su-30MK2 hoặc những quan tâm đến mẫu tiêm kích thế hệ mới nhất như MiG-35, Su-35 hay thậm chí có thể là cả vũ khí của Pháp và Hoa Kỳ, cho thấy nỗ lực của Việt Nam trong việc tăng cường sức mạnh không quân của mình.

## Chỉ huy, lãnh đạo qua các thời kỳ

### Ban Nghiên cứu Không quân

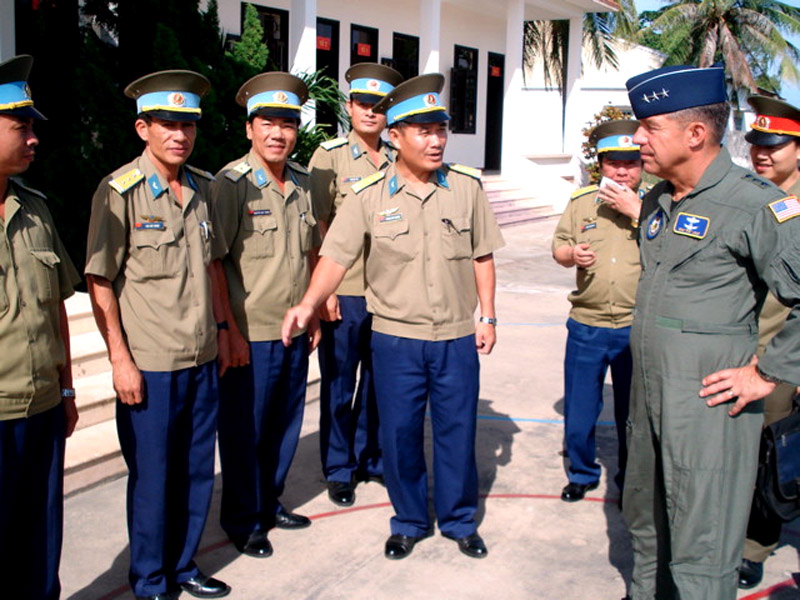
Trung tướng Hoa Kỳ Daniel P. Leaf và phái đoàn của ông thăm các chỉ huy Không quân Nhân dân Việt Nam tháng 5 năm 2007

- Trưởng ban: Hà Đổng
- Chính trị viên: Trần Hiếu Tâm

### Ban Nghiên cứu Sân bay
- Trưởng ban: Trần Quý Hai (tháng 3-tháng 5 năm 1955), Đặng Tính (tháng 5 năm 1955-1959)
- Chính ủy: Hoàng Thế Thiện (1957-1959)

### Cục Không quân
- Cục trưởng: Đại tá Đặng Tính (1959-1963)
- Chính ủy: Thượng tá Hoàng Thế Thiện (1959-1963)

### Các Tư lệnh
- 1963-1967: Đại tá Phùng Thế Tài (Tư lệnh Quân chủng Phòng không - Không quân)

#### Binh chủng Không quân trong Quân chủng Phòng không - Không quân
- Tháng 3 năm 1967: Thượng tá Nguyễn Văn Tiên
- 1967-1977: Thiếu tướng Đào Đình Luyện
- 1999-?: ?

#### Quân chủng Không quân
- 1977-1986: Trung tướng Đào Đình Luyện
- 1986-1989: Thiếu tướng Trần Hanh
- 1989-1996: Trung tướng Phạm Thanh Ngân
- 1996-1997: Thiếu tướng Nguyễn Văn Cốc (Quyền Tư lệnh)
- 1997-1999: Thiếu tướng Nguyễn Đức Soát

### Các Chính ủy và Phó Tư lệnh Chính trị
- 1963-1967: Đại tá Đặng Tính (Chính ủy Quân chủng Phòng không - Không quân)
- 1967-1969: Đại tá Đào Đình Luyện

#### Binh chủng Không quân trong Quân chủng Phòng không - Không quân
- Tháng 3 năm 1967: Thượng tá Phan Khắc Hy
- 1967-1977: Thượng tá Đỗ Long
- 1999-?:?

#### Quân chủng Không quân
- 1977-1980: Trung tướng Đào Đình Luyện
- 1980-1987: Thiếu tướng Chu Duy Kính
- 1987-1989: Thiếu tướng Phạm Thanh Ngân
- 1989-1996: Thiếu tướng Phạm Tuân
- 1996-1999: Thiếu tướng Hán Vĩnh Tưởng

## Lực lượng hiện nay
Hầu hết các máy bay của Không quân nhân dân Việt Nam được cung cấp bởi Liên Xô. Một phần do Hoa Kỳ và Việt Nam cộng hòa bỏ lại sau Chiến tranh Việt Nam. Một số lớn máy bay này đến nay đã không còn sử dụng được nữa.

### Lực lượng máy bay hiện nay (con số ước lượng)
| Ảnh                                       | Máy bay                 | Nguồn gốc               | Loại                                       | Phiên bản                             | số lượng          | Chú thích |
| Máy bay tiêm kích                         | Máy bay tiêm kích       | Máy bay tiêm kích       | Máy bay tiêm kích                          | Máy bay tiêm kích                     | Máy bay tiêm kích | Máy bay tiêm kích |
| ----------------------------------------- | ----------------------- | ----------------------- | ------------------------------------------ | ------------------------------------- | ----------------- | --- |
|                                           | Sukhoi Su-27            | Nga                     | Máy bay tiêm kích                          | Su-27SK/UBK                           | 11                | Ngày 1 tháng 7 năm 2007, chiếc Su-27SK 6007 bị rơi trong khi cuộc huấn luyện tại Cam Ranh. |
|                                           | Sukhoi Su-30            | Nga                     | Máy bay tiêm kích đa chức năng             | Su-30MK2                              | 35                | Chiếc Su-30MK2 số hiệu 8585 đã rơi ngày 14/6/2016 khi đang bay huấn luyện nhiệm vụ chặn kích trên biển - 1 phi công thiệt mạng, 1 phi công an toàn |
| Máy bay tiêm kích bom                     |                         |                         |                                            |                                       |                   | |
|                                           | Sukhoi Su-22            | Liên Xô                 | Máy bay tấn công mặt đất                   | Su-22M3 Su-22M4 22UMSu-22UM Su-22UM3K | 43                | |
| Máy bay huấn luyện                        |                         |                         |                                            |                                       |                   | |
|                                           | Yakovlev Yak-130        | Nga                     | Máy bay huấn luyện                         | Yak-130                               | 11                | 1 chiếc bị rơi,2 phi công đều sống sót |
|                                           | Aero L-39 Albatros      | Tiệp Khắc               | Máy bay phản lực                           | L-39C,L-39NG                          | 26(+12)           | Ngày 26 tháng 8 năm 2016, chiếc L-39 số hiệu 8705 đã bị rơi tại Đông Hòa, Phú Yên khi đang bay huấn luyện đơn. Phi công học viên Phạm Đức Trung hy sinh sau khi cố gắng điều khiển máy bay tránh Quốc lộ 1 và đường dây điện cao thế. Đang dặt hàng 12 máy bay L- |
|                                           | Yakovlev Yak-52         | Liên Xô                 | Máy bay cánh quạt                          | Yak-52                                | 36                | |
| không khung                               | Beechcraft T-6 Texan II | Hoa Kỳ                  | Máy bay cánh quạt (huấn luyện)             | T-6                                   | 5                 | Được giao vào ngày 18/11/2024 7 chiếc còn lại sẽ được giao vào 2027 |
| Máy bay vận tải                           |                         |                         |                                            |                                       |                   | |
|                                           | PZL M-28                | Ba Lan                  | Máy bay vận tải                            | PZL M-28BR1 Bryza                     | 1                 | Phiên bản tuần tra trinh sát và mở rộng với tầm bay cao. Một chiếc bị rơi năm 2005. |
|                                           | Airbus C295             | Tây Ban Nha             | Máy bay vận tải                            | C-295M                                | 3                 | Chiếc cuối cùng đã được Airbus chuyển giao tới Việt Nam vào đầu tháng 5 năm 2015. |
|                                           | CASA C-212 Aviocar      | Tây Ban Nha · Indonesia | Máy bay vận tải                            | NC212i                                | 3                 | |
| Máy bay AN-2.                             | Antonov An-2            | Liên Xô · Nga           | Máy bay vận tải                            | An-2                                  | 12                | |
| Trực thăng                                |                         |                         |                                            |                                       |                   | |
|                                           | Ka-28                   | Liên Xô                 | Trực thăng chống ngầm                      | Ka-28                                 | 8                 | |
|                                           | Mi-8 Hip                | Liên Xô                 | Trực thăng đa chức năng                    | Mi-8T Mi-8P Mi-8MT                    | 69                | Một vài máy bay có cấu hình được vũ trang với rocket. |
|                                           | Mi-17 Hip-H             | Liên Xô                 | Trực thăng đa chức năng                    | Mi-17-1V Mi-171 (SAR) Mi-171E Mi-172  | 45                | Một vài máy bay có cấu hình được vũ trang với rocket. |
|                                           | Eurocopter Ecureuil     | Pháp                    | Trực thăng đa chức năng hạng nhẹ           | AS-350 B3                             | 5                 | Chủ yếu phục vụ huấn luyện phi công trực thăng. |
|                                           | Aérospatiale Super Puma | Pháp                    | Trực thăng dân dụng                        | AS-332L2                              | 6                 | |
|                                           | Aérospatiale Puma       | Pháp                    | Trực thăng dân dụng                        | SA-330J                               | 10                | |
|                                           | Eurocopter EC130        | Pháp                    | Trực thăng dân dụng                        | EC-130B4                              | 1                 | |
| không khung                               | Eurocopter EC155        | Pháp                    | Trực thăng dân dụng                        | EC-155B1                              | 2                 | |
| Máy bay trinh sát do thám không người lái |                         |                         |                                            |                                       |                   | |
| Tập tin:UAV VT patrol.jpg                 | VT-Patrol               | Việt Nam                | Máy bay trinh sát không người lái tầm gần. | VT Patrol                             | Chưa rõ           | |
|                                           | Orbiter 2               | Israel                  | Máy bay trinh sát không người lái tầm gần. | Orbiter 2                             | Chưa rõ           | |

### Cácđạn tự hànhdùng cho không quân
| Ảnh | Tên lửa      | Nguồn gốc | Loại tên lửa                                              | Phiên bản                        | Trang bị                                           | Chú thích |
| --- | ------------ | --------- | --------------------------------------------------------- | -------------------------------- | -------------------------------------------------- | --------- |
|     | Kh-25        | Liên Xô   | Tên lửa không đối đất, chống hạm, chống bức xạ            | Kh-25ML Kh-25MP/Kh-25MPU Kh-25MR | Su-22M3/M4/UM3/UM3K                                |           |
|     | Kh-28        | Liên Xô   | Tên lửa chống bức xạ                                      | Kh-28E                           | Su-22M3/M4/UM3/UM3K                                |           |
|     | Kh-29        | Liên Xô   | Tên lửa không đối đất, chống hạm sử dụng đầu dò quang học | Kh-29T Kh-29TE                   | Su-22M4 Su-30MK2V                                  |           |
|     | Kh-31        | Liên Xô   | Tên lửa diệt hạm, chống bức xạ                            | Kh-31A Kh-31P                    | Su-30MK2V                                          |           |
|     | Vympel K-13  | Liên Xô   | Tên lửa không đối không tầm ngắn                          | R-3S R-3R R-13M                  | MiG-21F-13/MF(F-96)/PF/PFM/bis Su-22M3/M4/UM3/UM3K |           |
|     | Vympel R-27  | Liên Xô   | Tên lửa không đối không tầm trung                         | R-27R R-27ER R-27T R-27ET        | Su-27SK/UBK Su-30MK2V                              |           |
|     | Molniya R-60 | Liên Xô   | Tên lửa không đối không tầm ngắn                          | R-60 R-60M                       | MiG-21bis Su-22M3/M4/UM/UM3K                       |           |
|     | Vympel R-73  | Liên Xô   | Tên lửa không đối không tầm ngắn                          | R-73                             | Su-27SK/UBK Su-30MK2V Yak-130                      |           |
|     | Vympel R-77  | Liên Xô   | Tên lửa không đối không tầm trung và tầm xa               | R-77                             | Su-30MK2V                                          |           |

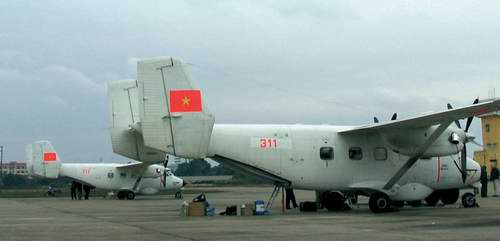
Máy bay trinh sát M-28 tại Gia Lâm, Hà Nội

Năm 1996, Không quân nhân dân Việt Nam đã đàm phán mua 2 phi đội máy bay Dassault Mirage 2000 từ Pháp nhưng bị ngăn cản vì lệnh cấm vận quân sự của Hoa Kỳ với Việt Nam.
Năm 2009, Bộ Ngoại giao Hoa Kỳ đã rút lệnh cấm xuất khẩu trực thăng quân sự cho Việt Nam qua sự vận động lâu dài của tập đoàn Executive Decision Export Services Group. Thay thế vào đó các trực thăng Hoa Kỳ xuất khẩu sang Việt Nam phải được thiết kế cho các công tác chuyên vận hay cứu hộ (SAR).
Việt Nam có thể sẽ mua MIG-29 để thay thế cho SU-22, con số ước lượng vào khoảng 60 chiếc.

### Các máy bay không còn sử dụng
| Máy bay                           | Nguồn gốc         | Loại                                              | Số lượng              |
| Máy bay tiêm kích                 | Máy bay tiêm kích | Máy bay tiêm kích                                 | Máy bay tiêm kích     |
| --------------------------------- | ----------------- | ------------------------------------------------- | --------------------- |
| Shenyang J-5                      | Trung Quốc        |                                                   | 10                    |
| Shenyang J-6                      | Trung Quốc        | 30                                                |                       |
| Mikoyan-Gurevich MiG-15           | Liên Xô           | 50                                                |                       |
| Mikoyan-Gurevich MiG-17           | Liên Xô           | 77                                                |                       |
| Mikoyan-Gurevich MiG-19           | Liên Xô           | 45                                                |                       |
| Mikoyan-Gurevich MiG-21           | Liên Xô           | 25 Chiếc Cuối Cùng Đã Loại Biên Năm 2015          |                       |
| Northrop F-5                      | Hoa Kỳ            | 18 chiếc loại này đã được bán thanh lý            |                       |
| Máy bay cường kích                |                   |                                                   |                       |
| Douglas A-1 Skyraider             | Hoa Kỳ            |                                                   | 24                    |
| Cessna A-37 Dragonfly             | Hoa Kỳ            | 15 chiếc loại này đã được bán thanh lý            |                       |
| Máy bay vận tải                   |                   |                                                   |                       |
| Lisunov Li-2                      | Liên Xô           | Máy bay vận tải                                   | 24                    |
| Ilyushin Il-14                    | Liên Xô           | Máy bay vận tải                                   | 45                    |
| Ilyushin Il-18                    | Liên Xô           | Máy bay vận tải                                   | 4                     |
| An-24                             | Liên Xô           | Máy bay vận tải                                   | 7                     |
| Yakovlev Yak-40                   | Liên Xô           | Máy bay vận tải chuyên cơ                         | 15                    |
| Fairchild C-119 Flying Boxcar     | Hoa Kỳ            | Máy bay vận tải hạng trung                        | 4                     |
| Lockheed C-130 Hercules           | Hoa Kỳ            | Máy bay vận tải hạng trung                        | 32 (số liệu năm 1972) |
| Fairchird C-123 Provider          | Hoa Kỳ            | Máy bay vận tải                                   | 5                     |
| Douglas C-47 Skytrain             | Hoa Kỳ            | Máy bay vận tải và pháo kích                      | 13                    |
| De Havilland Canada DHC-4 Caribou | Canada            | Máy bay vận tải                                   | 11                    |
| Máy bay trinh sát                 |                   |                                                   |                       |
| Antonov An-30                     | Liên Xô           | Máy bay trinh sát                                 | 8                     |
| Cessna O-1                        | Hoa Kỳ            | Chỉ huy chiến trường / trinh sát chụp ảnh         | 17                    |
| Máy bay oanh tạc                  |                   |                                                   |                       |
| Ilyushin Il-28                    | Liên Xô           | Máy bay oanh tạc hạng trung                       | 16                    |
| Máy bay huấn luyện                |                   |                                                   |                       |
| Yakovlev Yak-18                   | Liên Xô           | Máy bay huấn luyện cơ bản                         |                       |
| Aero Ae-45                        | Tiệp Khắc         | Máy bay huấn luyện                                | 3                     |
| Zlin Z-226 Trener                 | Tiệp Khắc         | Máy bay huấn luyện cơ bản                         | 8                     |
| Aero L-29 Delfin                  | Tiệp Khắc         | Máy bay phản lực huấn luyện                       | 12                    |
| North American T-28 Trojan        | Hoa Kỳ            | Huấn luyện cơ bản / tấn công ban ngày             | 14                    |
| Cessna T-37                       | Hoa Kỳ            | Máy bay phản lực dùng cho huấn luyện              | 22                    |
| Thủy phi cơ                       |                   |                                                   |                       |
| Beriev Be-12                      | Liên Xô           | Thủy phi cơ oanh tạc / chống ngầm / tuần tra biển | 4                     |
| Trực thăng                        |                   |                                                   |                       |
| Mil Mi-4                          | Liên Xô           | Trực thăng đa nhiệm hạng nhẹ                      | 10                    |
| Mil Mi-6                          | Liên Xô           | Trực thăng vận tải hạng nặng                      | 15                    |
| Mil Mi-24                         | Liên Xô           | Trực thăng chiến đấu                              | 24                    |
| CH-47 Chinook                     | Hoa Kỳ            | Trực thăng vận tải hạng nặng                      | 23                    |
| Bell UH1 Iroquois                 | Hoa Kỳ            | Máy bay trực thăng                                | trên dưới 3.000 chiếc |

Một vài trực thăng loại UH-1 Huey, máy bay chiến đấu F-5, A-37 đã được bán đấu giá vào năm 1998 và hiện đang thuộc quyền sở hữu của một vài doanh nghiệp và cá nhân thuộc Hoa Kỳ, Úc, New Zealand và Châu Âu.

## Tổ chức biên chế
Tổ chức Không quân Nhân dân Việt Nam, cao nhất là Bộ Tư lệnh Quân chủng Phòng không Không quân Nhân dân, dưới là các Sư đoàn Không quân phụ trách theo địa bàn không phận. Biên chế cơ sở tác chiến là các Trung đoàn Không quân. Trong mỗi trung đoàn gồm có các đơn vị hỗ trợ với biên chế tiểu đoàn (tiểu đoàn hậu cần, tiểu đoàn kỹ thuật...) và các nhóm phi công chiến đấu với biên chế phi đội. Khi tác chiến phối hợp trên không, các phi công thường triển khai đội hình biên đội, tùy theo như cầu tác chiến, phổ biến nhất là biên đội 2 máy bay, số rất hiếm là 3 hoặc 4 máy bay. 
| Bộ chỉ huy                     | Sư đoàn                               | Trung đoàn                                  | Căn cứ chính | Máy bay trang bị         |
| ------------------------------ | ------------------------------------- | ------------------------------------------- | ------------ | ------------------------ |
| Bộ Tư lệnh Quân chủng (Hà Nội) | Sư đoàn 371 (Nội Bài)                 | Trung đoàn Tiêm kích 921 Đoàn Sao Đỏ        | Yên Bái      | Su-22M-4/UM-3K           |
| Bộ Tư lệnh Quân chủng (Hà Nội) | Sư đoàn 371 (Nội Bài)                 | Trung đoàn Tiêm kích-Bom 923 Đoàn Yên Thế   | Thọ Xuân     | Su-30MK2V                |
| Bộ Tư lệnh Quân chủng (Hà Nội) | Sư đoàn 371 (Nội Bài)                 | Trung đoàn Tiêm kích 927 Đoàn Lam Sơn       | Kép          | Su-30MK2V                |
| Bộ Tư lệnh Quân chủng (Hà Nội) | Sư đoàn 371 (Nội Bài)                 | Trung đoàn Trực thăng 916 Đoàn Ba Vì        | Hòa Lạc      | Mi-8, Mi-17              |
| Bộ Tư lệnh Quân chủng (Hà Nội) | Sư đoàn 372 (Đà Nẵng)                 | Trung đoàn Tiêm kích 929                    | Chu Lai      | Su-22M-4/UM-3K           |
| Bộ Tư lệnh Quân chủng (Hà Nội) | Sư đoàn 372 (Đà Nẵng)                 | Trung đoàn Trực thăng 930                   | Đà Nẵng      | Mi-8, Mi-17              |
| Bộ Tư lệnh Quân chủng (Hà Nội) | Sư đoàn 372 (Đà Nẵng)                 | Trung đoàn Tiêm kích 925 Đoàn Tây Sơn       | Phù Cát      | Su-27SK/UBK              |
| Bộ Tư lệnh Quân chủng (Hà Nội) | Sư đoàn 370 (Tân Sơn Nhất)            | Trung đoàn Tiêm kích-Bom 937 Đoàn Hậu Giang | Thành Sơn    | Su-22M-4/UM-3K           |
| Bộ Tư lệnh Quân chủng (Hà Nội) | Sư đoàn 370 (Tân Sơn Nhất)            | Trung đoàn Tiêm kích 935 Đoàn Biên Hòa      | Biên Hòa     | Su-30MK2V                |
| Bộ Tư lệnh Quân chủng (Hà Nội) | Sư đoàn 370 (Tân Sơn Nhất)            | Trung đoàn Trực thăng 917 Đoàn Đồng Tháp    | Cần Thơ      | UH-1H, Mi-8, Mi-17       |
| Bộ Tư lệnh Quân chủng (Hà Nội) | Trường Sĩ quan Không quân (Nha Trang) | Trung đoàn Huấn luyện 910                   | Đông Tác     | L-39C                    |
| Bộ Tư lệnh Quân chủng (Hà Nội) | Trường Sĩ quan Không quân (Nha Trang) | Trung đoàn Huấn luyện 915                   | Đông Tác     | Mi-8, Mi-17              |
| Bộ Tư lệnh Quân chủng (Hà Nội) | Trường Sĩ quan Không quân (Nha Trang) | Trung đoàn Huấn luyện 920                   | Cam Ranh     | Yak-52                   |
| Bộ Tư lệnh Quân chủng (Hà Nội) | Lữ đoàn Vận tải 918 Đoàn Hồng Hà      |                                             | Gia Lâm      | An-2, An-26, Airbus C295 |

| Không quân | Tên lửa phòng không | Pháo phòng không | Lính dù | Radar cảnh giới |
| ---------- | ------------------- | ---------------- | ------- | --------------- |
|            |                     |                  |         |                 |
|            |                     |                  |         |                 |

Học viện Phòng không - Không quân ở Sơn Tây và Trường Sĩ quan không quân ở Nha Trang là hai nơi chuyên đào tạo các sĩ quan về kỹ thuật hàng không và phi công cho không quân hiện nay.

### Các căn cứ không quân và sân bay quân sự
Hầu hết căn cứ không quân và sân bay quân sự ở Việt Nam được xây dựng ban đầu bởi người Pháp hoặc người Nhật. Trong giai đoạn Chiến tranh Việt Nam, nhiều sân bay được xây dựng mới hoặc nâng cấp bởi Hoa Kỳ tại miền Nam Việt Nam hoặc được xây dựng dưới sự giúp đỡ của các chuyên gia Liên Xô và Trung Quốc tại miền Bắc. Sau năm 1975, không có sân bay quân sự nào được xây mới. Một số được cải tạo nâng cấp để phục vụ cho nhu cầu dân sự.
Hiện tại, trừ một số căn cứ không quân thuần túy, toàn bộ các sân bay ở Việt Nam đều được sử dụng hỗn hợp dân sự và quân sự, hoặc được xem như một sân bay quân sự dự phòng.
| STT | Tên sân bay           | Tỉnh                  | Số đường băng | Chiều dài đường băng | Tình trạng sử dụng           |
| --- | --------------------- | --------------------- | ------------- | -------------------- | ---------------------------- |
| 1   | Sân bay Ái Tử         | Quảng Trị             | 1             |                      | Đang có phương án phục hồi   |
| 2   | Sân bay An Khê        | Gia Lai               | 1             | Bỏ hoang             |                              |
| 3   | Sân bay Anh Sơn       | Nghệ An               | 1             | Dự phòng             |                              |
| 4   | Sân bay Bạch Mai      | Hà Nội                | 1             | 980m                 | Hiện nay là bảo tàng KQ      |
| 5   | Sân bay Biên Hòa      | Đồng Nai              | 2             | 3000m/3000m          | Quân sự cấp 1 (cao nhất)     |
| 6   | Sân bay Buôn Mê Thuột | Đắk Lắk               | 1             | 3000m                | Hỗn hợp                      |
| 7   | Sân bay Cà Mau        | Cà Mau                | 1             | 1500m                | Dân sự                       |
| 8   | Sân bay Cát Bi        | Hải Phòng             | 1             | 2400m                | Hỗn hợp                      |
| 9   | Sân bay Cam Ly        | Lâm Đồng              | 1             | 1400m                | Quân sự                      |
| 10  | Sân bay Cam Ranh      | Khánh Hòa             | 1             | 3100m                | Hỗn hợp                      |
| 11  | Sân bay Chu Lai       | Quảng Nam             | 3             | 1600m/2400m/3000m    | Dân sự                       |
| 12  | Sân bay Cỏ Ống        | Bà Rịa-Vũng Tàu       | 1             | 1830m                | Dân sự                       |
| 13  | Sân bay Dục Mỹ        | Khánh Hòa             | 1             |                      | Bỏ hoang                     |
| 14  | Sân bay Đà Nẵng       | Đà Nẵng               | 2             | 3000m/3000m          | Hỗn hợp                      |
| 15  | Sân bay Điện Biên Phủ | Điện Biên             | 1             | 1800m                | Dân sự                       |
| 16  | Sân bay Đông Tác      | Phú Yên               | 3             | 844m/2800m/2900m     | Hỗn hợp                      |
| 17  | Sân bay Đồng Hới      | Quảng Bình            | 1             | 2400m                | Hỗn hợp                      |
| 18  | Sân bay Gát           | Quảng Bình            | 1             |                      | Bỏ hoang                     |
| 19  | Sân bay Gia Lâm       | Hà Nội                | 2             | 1200m/2000m          | Hỗn hợp                      |
| 20  | Sân bay Hàm Tân       | Bình Thuận            | 1             | 1800m                | Bỏ hoang                     |
| 21  | Sân bay Hòa Lạc       | Hà Nội                | 3             | 2200m/2200m/2200m    | Quân sự                      |
| 22  | Sân bay Kép           | Bắc Giang             | 2             | 1700m/2100m          | Quân sự                      |
| 23  | Sân bay Kiến An       | Hải Phòng             | 1             | 2400m                | Quân sự                      |
| 24  | Sân bay Liên Khương   | Lâm Đồng              | 1             | 3250m                | Dân sự                       |
| 25  | Sân bay Liên Sơn      | Đắk Lắk               | 1             |                      | Bỏ hoang                     |
| 26  | Sân bay Long Xuyên    | An Giang              | 1             | 700m                 | Bỏ hoang                     |
| 27  | Sân bay Lộc Ninh      | Bình Phước            | 1             |                      | Bỏ hoang                     |
| 28  | Sân bay Măng Đen      | Kon Tum               | 1             |                      | Đang có phương án phục hồi   |
| 29  | Sân bay Miếu Môn      | Hà Nội                | 1             |                      | Quân sự                      |
| 30  | Sân bay Nà Sản        | Sơn La                | 1             | 2400m                | Tạm đóng cửa                 |
| 31  | Sân bay Nha Trang     | Khánh Hòa             | 1             | 2000m                | Giải thể                     |
| 32  | Sân bay Nội Bài       | Hà Nội                | 2             | 3200m/3800m          | Hỗn hợp                      |
| 33  | Sân bay Núi Sam       | An Giang              | 1             | ?                    | Bỏ hoang                     |
| 34  | Sân bay Nước Trong    | Đồng Nai              | 1             | 1500m                | Dự phòng                     |
| 35  | Sân bay Phan Thiết    | Bình Thuận            | 1             | 1000m                | Đang khôi phục ở vị trí khác |
| 36  | Sân bay Phú Bài       | Huế                   | 1             | 3000m                | Hỗn hợp                      |
| 37  | Sân bay Phú Giáo      | Bình Dương            | 1             | 1300m                | Dự phòng                     |
| 38  | Sân bay Phú Lâm       | Phú Yên               | 1             |                      | Bỏ hoang                     |
| 39  | Sân bay Phú Quốc      | Kiên Giang            | 1             | 2100m                | Dân sự                       |
| 40  | Sân bay Phú Quý       | Bình Thuận            | 1             |                      | Quân sự                      |
| 41  | Sân bay Phù Cát       | Bình Định             | 1             | 3000m                | Hỗn hợp (từ 2008)            |
| 42  | Sân bay Phước Long    | Bình Phước            | 1             | 1300m                | Dự phòng                     |
| 43  | Sân bay Pleiku        | Gia Lai               | 1             | 1800m                | Hỗn hợp                      |
| 44  | Sân bay Rạch Giá      | Kiên Giang            | 1             | 1500m                | Dân sự                       |
| 45  | Sân bay Sao Vàng      | Thanh Hóa             | 1             | 3200m                | Hỗn hợp                      |
| 46  | Sân bay Sóc Trăng     | Sóc Trăng             | 1             |                      | Quân sự                      |
| 47  | Sân bay Sông Mao      | Bình Thuận            | 1             | 1200m                | Bỏ hoang                     |
| 48  | Sân bay Tà Cơn        | Quảng Trị             | 1             | 3000m                | Bỏ hoang                     |
| 49  | Sân bay Tân An        | Long An               | 1             |                      | Bỏ hoang                     |
| 50  | Sân bay Tân Sơn Nhất  | Thành phố Hồ Chí Minh | 2             | 3000m/4000m          | Hỗn hợp                      |
| 51  | Sân bay Tây Ninh      | Tây Ninh              | 1             |                      | Bỏ hoang                     |
| 52  | Sân bay Thành Sơn     | Ninh Thuận            | 3             | 3200m/3200m/3200m    | Quân sự cấp 1 (cao nhất)     |
| 53  | Sân bay Thiện Ngôn    | Tây Ninh              | 1             |                      | Bỏ hoang                     |
| 54  | Sân bay Trà Nóc       | Cần Thơ               | 1             | 2400m                | Hỗn hợp                      |
| 55  | Sân bay Trà Vinh      | Trà Vinh              | 1             | 700m                 | Bỏ hoang                     |
| 56  | Sân bay Trúc Giang    | Bến Tre               | 1             | 700m                 | Bỏ hoang                     |
| 57  | Sân bay Trường Sa     | Khánh Hòa             | 1             | 800m                 | Quân sự                      |
| 58  | Sân bay Vinh          | Nghệ An               | 1             | 3000m                | Dân sự                       |
| 59  | Sân bay Vĩnh Long     | Vĩnh Long             | 1             |                      | Bỏ hoang                     |
| 60  | Sân bay Vũng Tàu      | Bà Rịa-Vũng Tàu       | 2             | 1200m/1800m          | Hỗn hợp                      |
| 61  | Sân bay Xuân Lộc      | Đồng Nai              | 1             | 1000m                | Bỏ hoang                     |
| 62  | Sân bay Yên Bái       | Yên Bái               | 1             | 2200m                | Quân sự                      |
| 63  | Sân bay Sa Mưu        | Quảng Trị             | 1             |                      | Bỏ hoang                     |

## Một số trận không chiến tiêu biểu
Chiến công đầu tiên của Không quân Nhân dân Việt Nam do Trung đoàn không quân vận tải 919 lập. Đêm 15 tháng 2 năm 1965, chiếc máy bay T28 (thu được do một phi công phản chiến hạ cánh xuống sân bay Bạch Mai) do Nguyễn Văn Ba làm lái chính, Lê Tiến Phước làm lái phụ bắn rơi tại chỗ một chiếc máy bay C123 của Mỹ gần biên giới Việt - Lào. Nguyễn Văn Ba đã được tuyên dương Anh hùng lực lượng vũ trang nhân dân vào tháng 8 năm 1995.
Trận không chiến đầu tiên của MiG-17 là vào ngày 3 tháng 4 năm 1965, tại trận đánh bảo vệ cầu Đò Lèn, Thanh Hóa với phi đội 4 chiếc MiG-17 đã tấn công vào đội hình máy bay A4D và F8 mang bom của Hải quân Hoa Kỳ. Hai chiếc F-8 Crusaders đã bị bắn trúng nhưng không rơi tại chỗ mà cố chạy được ra biển. Ba chiếc MiG-17 về hạ cánh an toàn, một chiếc của phi đội trưởng Phạm Ngọc Lan hết dầu phải hạ cánh xuống bãi sông Đuống.
Trận đánh tiếp theo diễn ra ngay hôm sau với 3 phi đội cất cánh, trong đó có 2 phi đội nghi binh và bảo vệ, một phi đội công kích thẳng vào tốp F-105 mang bom tấn công cầu Hàm Rồng, Thanh Hóa do Thiếu tá Frank Bennett làm dẫn đầu. Phía Mỹ có 2 chiếc F-105 bị MiG-17 bắn trúng. Chiếc do Đại úy James Magnusson lái rơi trên đường thoát ra biển, chiếc do Thiếu tá Frank Bennett rơi khi hạ cánh khẩn cấp xuống sân bay Đà Nẵng. Cả hai phi công đều chết. Phía Không quân Việt Nam mất 3 chiếc MiG. Một chiếc do Lê Minh Huân lái rơi gần bờ biển Sầm Sơn, gần xác chiếc F-105 do chính anh bắn hạ. Hai chiếc còn lại, do Phạm Giấy và Trần Nguyên Năm lái, bị rơi ở gần khu vực cầu Hàm Rồng. Cả ba chiếc đều không có ghi nhận nào bị bắn rơi từ phía Mỹ, có khả năng bị chính súng phòng không của Việt Nam bắn rơi. Một chiếc duy nhất còn lại, do phi đội trưởng Trần Hanh lái và cũng là chiếc đã bắn hạ Thiếu tá Frank Bennett, hết dầu và hỏng la bàn nên phải hạ cánh xuống lòng một con suối cạn thuộc bản Ké Tằm, huyện Quỳ Châu, tỉnh Nghệ An.
Chiến công đầu tiên của MiG-21 là bắn rơi máy bay do thám không người lái Ryan Firebee của phi công Nguyễn Hồng Nhị vào ngày 4 tháng 3 năm 1966.
Không quân Việt Nam ghi nhận có 3 trường hợp MiG-21 tấn công pháo đài bay B-52 và họ tự hào là lực lượng không quân duy nhất trên thế giới tấn công trực tiếp được loại máy bay này thời bấy giờ. Trường hợp đầu tiên do phi công Vũ Đình Rạng bắn trúng B-52 ngày 20 tháng 11 năm 1971. Chiếc B-52 bị hư hỏng nặng, phải hạ cánh khẩn cấp xuống sân bay Nakhom-Phanom, Thái Lan. Trường hợp thứ hai được phía Việt Nam ghi nhận là do Phạm Tuân bắn rơi tại chỗ vào ngày 27 tháng 12 năm 1972. Trường hợp thứ ba diễn ra ngay vào ngày hôm sau, 28 tháng 12 năm 1972, được ghi nhận do phi công Vũ Xuân Thiều thực hiện. Một số bài báo viết rằng sau khi đã phóng đi cả hai quả tên lửa mà không hạ được B-52, Vũ Xuân Thiều đã lao máy bay của mình vào hạ B-52 theo lối đánh cảm tử. Tuy nhiên, nhiều tài liệu lịch sử của Phòng không và Không quân nhân dân Việt Nam xác định do bắn B-52 ở cự ly quá gần nên máy bay của Vũ Xuân Thiều bị các mảnh nổ của B-52 văng ra, bốc cháy và rơi cách chiếc B-52 bị anh hạ khoảng 1 km tại Phù Yên, Sơn La. Về phía Mỹ, các tài liệu không thừa nhận có bất cứ chiếc B-52 nào bị bắn rơi trong đêm 28 tháng 12. Ngược lại, họ cho rằng Vũ Xuân Thiều đã bị bắn rơi trước khi kịp tiếp cận B-52, bởi chiếc F-4D do Thiếu tá Harry McKee và Đại úy John Dubler điều khiển.
Trận không chiến cuối cùng giữa Không quân Việt Nam và Không quân Mỹ diễn ra vào ngày 27 tháng 12 năm 1972. Phía Việt Nam công bố, chiếc máy bay MiG-21 do phi công Trần Việt điều khiển đã bắn hạ 3 chiếc F-4. Phía Mỹ chỉ công nhận rơi 2 chiếc.

## Một số máy bay MiG nổi tiếng
- Chiếc MiG-17A số hiệu 2310 do phi công Phạm Ngọc Lan (đoàn 921) lái. Đây là chiếc máy bay đầu tiên do phi công Việt Nam bắn hạ máy bay đối phương trong không chiến. Tuy nhiên, sau đó thì bị hỏng khi hạ cánh bên bãi sông và bị tháo dỡ phụ tùng.

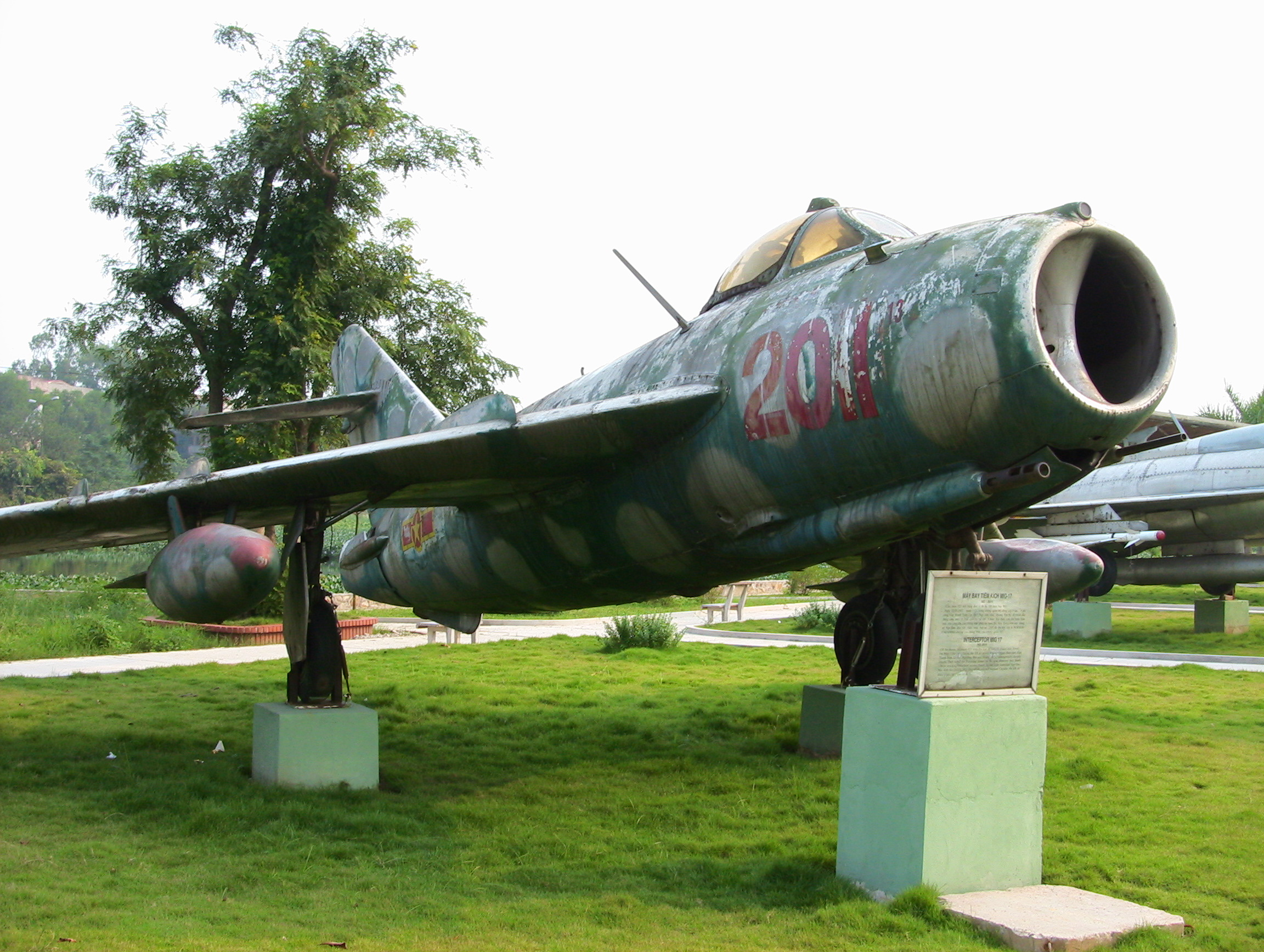
Chiếc máy bay tiêm kích MiG-17 mang số hiệu 2011 mà Ngô Đức Mai đã lái hôm 12 tháng 5 năm 1967 và bắn hạ máy bay của Norman Carl Gaddis.

- Chiếc MiG-17F số hiệu 2011 thuộc đoàn 923. Đây là chiếc máy bay từng được phi công Ngô Đức Mai điều khiển trong trận không chiến ngày 12 tháng 5 năm 1967 và đã bắn hạ chiếc F-4C số hiệu BN 63–7614, thuộc phi đoàn 390 TFS, không đoàn 366 TFW, do Đại tá Không quân Norman C. Gaddis (phi công) và Trung úy James M. Jefferson (hoa tiêu) điều khiển. Đại tá Gaddis là một phi công chuyên gia chống MiG, được cử sang Việt Nam để huấn luyện và giám sát các phi công Mỹ, nhưng cuối cùng ông lại bị chính MiG bắn hạ và bị bắt sống. Riêng Ngô Đức Mai bị bắn rơi sau chiến tích này không đầy một tháng sau.
- Chiếc MiG-17F số hiệu 2047 và 2011 thuộc đoàn 923. Đây là 2 chiếc máy bay từng được kỹ sư Trương Khánh Châu cải tiến để đeo bom để tấn công tàu tuần dương Mỹ USS Oklahoma City và USS Higbee ngoài khơi vịnh Bắc Bộ ngày 19 tháng 4 năm 1972.
- Chiếc MiG-17F số hiệu 3020 thuộc đoàn 923. Đây là một những chiếc MiG-17 đạt được nhiều thành tích nhất với thành tích bắn hạ ít nhất 8 máy bay đối phương. Hai trong số các phi công đã từng lái máy bay này là Nguyễn Văn Bảy (có biệt danh là Bảy A) và Lê Hải, đều đạt đến đẳng cấp Ace. Các phi công Mỹ thường gọi là máy bay này bằng biệt danh Green Snake theo màu sơn xanh loang lổ của nó, và họ cũng dựng lên một huyền thoại về Đại tá Toon, một phi công siêu đẳng điều khiển máy bay này. Ngày 10 tháng 5 năm 1972, máy bay này đã bị chiếc F-4 Phantom II của Hải quân Hoa Kỳ do Đại úy Randy "Duke" Cunningham (phi công) và Trung úy William "Irish" Driscoll (hoa tiêu) bắn rơi.

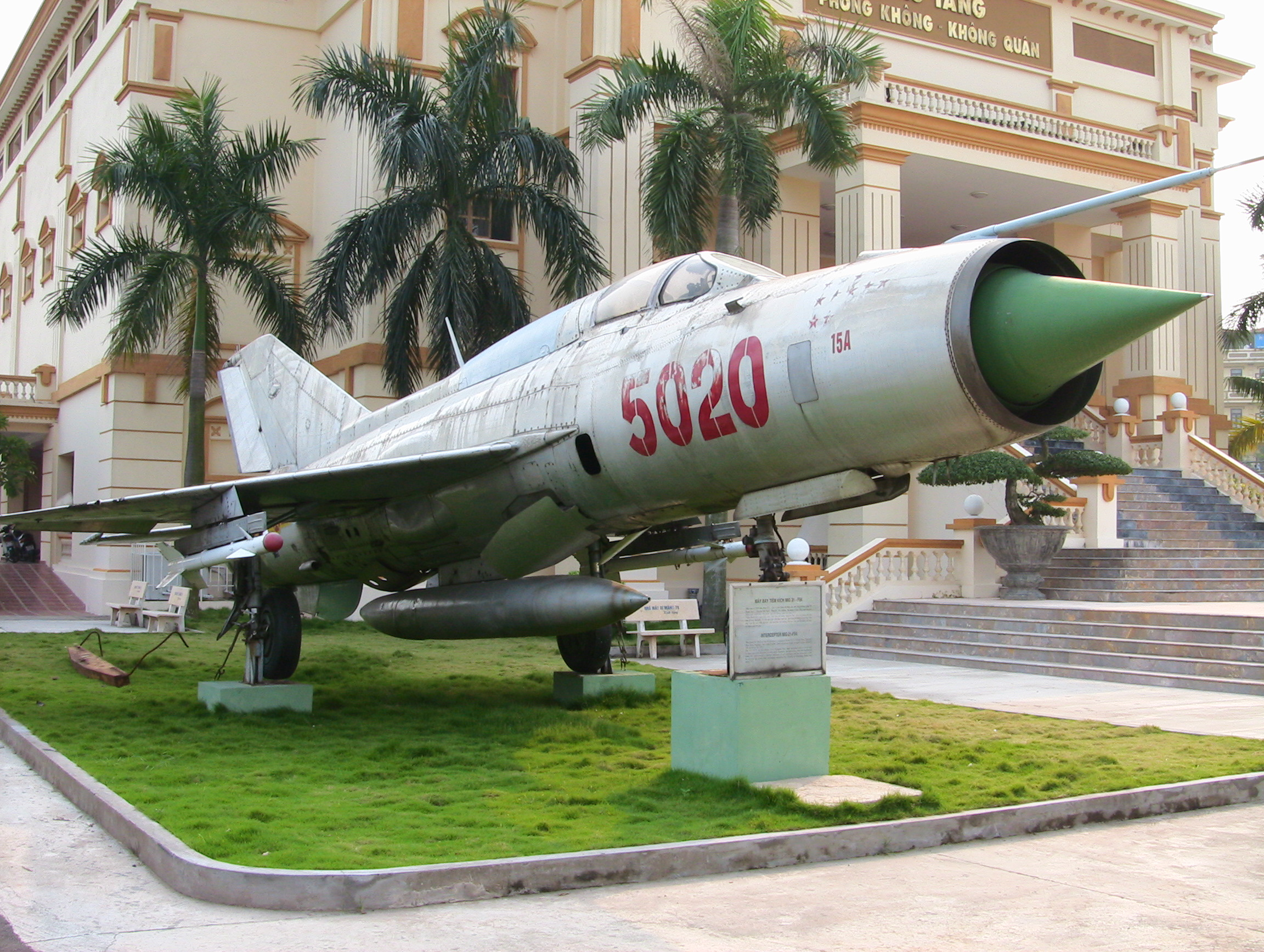
MiG-21 F94 số 5020 của Đoàn 927 Không quân Nhân dân Việt Nam đã được nhiều anh hùng lục lượng vũ trang Việt Nam lái trong thời gian Chiến tranh Việt Nam.

- Chiếc MiG-21 F-13 số hiệu 4420 do phi công Nguyễn Ngọc Độ (đoàn 921) lái. Chiếc này đã hạ 6 máy bay đối phương.
- Chiếc MiG-21 F-13 số hiệu 4520 do phi công là Phạm Thanh Ngân (đoàn 921) lái, hạ 8 máy bay. Hiện được trưng bày tại bảo tàng quân đội Thái Nguyên.
- Chiếc MiG-21 PF số hiệu 4324 thuộc đoàn 921, được sử dụng bởi 12 phi công khác nhau, từng cất cánh chiến đấu 69 lần, tiếp chiến 22 lần, khai hỏa 25 quả tên lửa đối không, bắn hạ 14 máy bay Mỹ trong khoảng thời gian từ ngày 30/4/1967 đến tháng 5 năm 1968[38]. Đây là chiếc máy bay "may mắn" vì không chỉ nó có số lượng máy bay do nó bắn hạ cao nhất (14 chiếc) mà còn bởi trong số 12 phi công đã từng điều khiển máy bay này, có tới 9 người đã bắn hạ máy bay đối phương[39], 8 phi công đạt đẳng cấp Ace[40], 7 người được tuyên dương anh hùng[41], 5 người trở thành tướng lĩnh[42]. Hiện nay máy bay này đang được trưng bày tại Bảo tàng Lịch sử quân sự Việt Nam ở Hà Nội.
- Chiếc MiG-21 PF số hiệu 4326 (đoàn 921) cũng hạ được nhiều máy bay (13 chiếc) và được nhiều phi công sử dụng, trong đó có phi công Nguyễn Văn Cốc, Phạm Thanh Ngân, Phạm Phú Thái. Hiện nay chiếc 4326 được xem là đang được trưng bày tại bảo tàng Phòng Không, sân bay Bạch Mai, Hà Nội, thậm chí có một phiên bản của nó đang được trưng bày tại Mỹ.
- Chiếc MiG-21 PFM số hiệu 5020 thuộc đoàn 927 cũng là máy bay được nhiều "Át" sử dụng, gồm Nguyễn Tiến Sâm (hạ được 6 máy bay), Lê Thanh Đạo (hạ được 6 máy bay), Nguyễn Đức Soát (hạ được 6 máy bay), và Nguyễn Văn Nghĩa (hạ được 5 máy bay). Bản thân chiếc máy bay này cũng hạ gục được 12 máy bay đối phương. Chiếc này đang được trưng bày tại bảo tàng Quân chủng Phòng không - Không quân Hà Nội.
- Chiếc MiG-21 MF số hiệu 5121 từng được Phạm Tuân sử dụng và dùng nó để bắn hạ B-52 đêm ngày 27 tháng 12 năm 1972. Chiếc này cũng từng bắn hạ được 8 máy bay đối phương và hiện được trưng bày tại Bảo tàng Lịch sử Quân sự Việt Nam.
- Chiếc MiG-21 PFM số hiệu 5033 (đoàn 921) là chiếc máy bay tham dự trận không chiến cuối cùng giữa MiG-21 và F-4 vào ngày 27 tháng 12 năm 1972, do phi công Trần Việt lái. Phía Việt Nam ghi nhận ngày hôm đó, chiếc máy bay này đã bắn rơi 3 chiếc F-4, nhưng người Mỹ chỉ công nhận hai chiếc rơi.
- MiG-21 PFM 5040: phi công Lê Thanh Đạo (sau này làm Viện trưởng Viện Kiểm sát nhân dân tối cao, Phó trưởng ban Dân vận TW), đoàn không quân Lam Sơn. Điểm đặc biệt của chiếc này là được sơn nguỵ trang toàn bộ bằng màu xanh đậm.
- MiG-21 PFM 5066: không có thông tin về phi công. Lúc đầu máy bay phục vụ trong đoàn Sao Đỏ với màu metal bình thường; sau đó được chuyển về đoàn Lam Sơn với màu sơn nguỵ trang bằng cách sơn đè màu xanh lá cây đậm lên trên lớp kim loại tự nhiên ở một sồ chỗ, không sơn phủ toàn bộ như 5040. Chiếc này từng đánh chặn (intercept) một chiếc B-52 vào ngày 13 tháng 4 năm 1972 trên bầu trời Thanh Hoá. Phi công Bùi Thanh Liêm bay số 2 trên máy bay này bắn rơi 1 F4 trong trận không chiến nổi tiếng ngày 27 tháng 6 năm 1972. Chiếc máy bay này hiện còn ở trường SQKQ Nha Trang. Đồng thời không có thông tin nào về hoạt động quân sự của Mig-21 PFM 5071 trong cuộc kháng chiến.
- MiG-21 PFM 6122: chiếc này thuộc đoàn Lam Sơn, sau khi giải phóng miền Nam, toàn bộ MiG-21 PFM còn sử dụng được đều chuyển về cho đoàn 372 (Hải Vân) tại Đà Nẵng. Chiếc này của quân đội Xô Viết được sơn nguỵ trang theo kiểu của Khối Warszawa trước khi đến Việt Nam. Màu sơn nguỵ trang này không thay đổi, chỉ có số hiệu máy bay và huy hiệu được thay đổi theo Không quân Việt Nam. Chiếc này đang được trưng bày tại bảo tàng của sân bay Đà Nẵng.

## Các phi công nổi tiếng

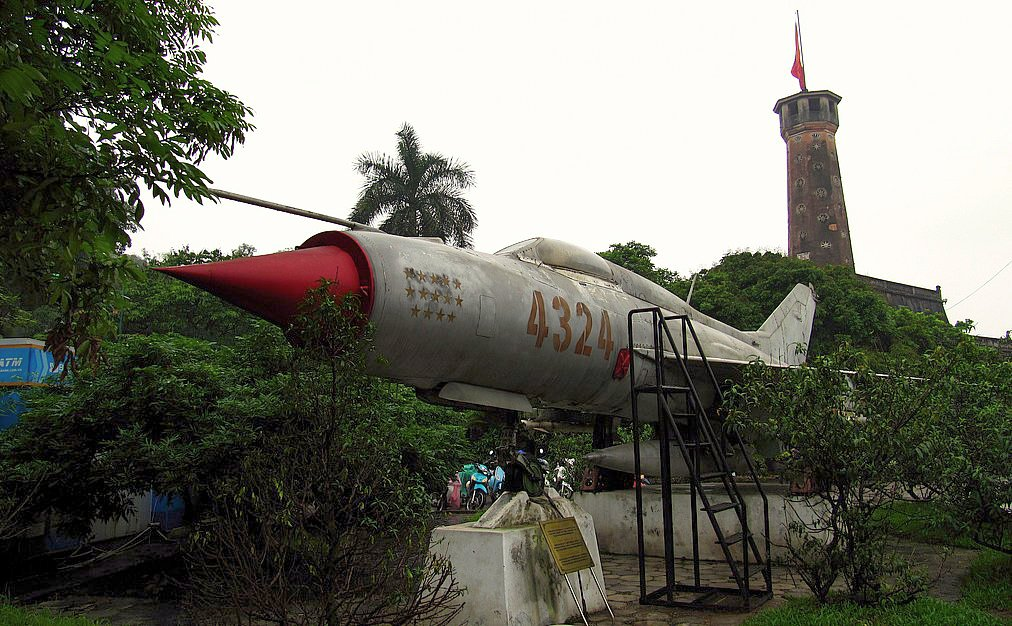
Chiếc MIG-21 số hiệu 4324 này (do nhiều phi công khác nhau lái) đã bắn hạ 14 máy bay Mỹ từ tháng 1 năm 1967 đến tháng 5 năm 1969. 6 phi công lái chiếc MIG-21 này đã được tuyên dương danh hiệu Anh hùng lực lượng vũ trang nhân dân.

### Phi công Ace
Phi công "Ách" là thuật ngữ thông dụng trong hàng không quân sự dùng để chỉ các phi công đã bắn hạ từ 5 máy bay đối phương trở lên. Trong hàng ngũ phi công Không quân Nhân dân Việt Nam gồm có:
- Nguyễn Văn Cốc: 9 máy bay (bao gồm 2 máy bay không người lái)
- Phạm Thanh Ngân: 8 máy bay
- Nguyễn Hồng Nhị: 8 máy bay
- Mai Văn Cương: 8 máy bay
- Nguyễn Văn Bảy (A): 7 máy bay[43].
- Đặng Ngọc Ngự: 7 máy bay
- Nguyễn Đức Soát: 6 máy bay
- Nguyễn Ngọc Độ: 6 máy bay
- Nguyễn Nhật Chiêu: 6 máy bay
- Vũ Ngọc Đỉnh: 6 máy bay
- Lê Thanh Đạo: 6 máy bay
- Nguyễn Tiến Sâm: 6 máy bay
- Lê Hải: 6 máy bay
- Lưu Huy Chao: 6 máy bay
- Nguyễn Văn Hùng: 6 máy bay
- Đỗ Văn Lanh: 6 máy bay[44]
- Nguyễn Văn Nghĩa: 5 máy bay

### Phi công nổi bật khác
- Trần Hanh, biên đội trưởng trận đánh ngày 4/4/1965 tại cầu Hàm Rồng bắn hạ một máy bay F105 bằng máy bay Mig17
- Lê Minh Huân, phi công bắn hạ một máy bay F105 ngày 4/4/1965 trận cầu Hàm Rồng bằng máy bay Mig17
- Phạm Phú Thái bắn rơi 4 máy bay
- Nguyễn Văn Bảy (B), ném bom bị thương 1 tàu tuần dương của Mỹ và bắn hạ 1 máy bay.
- Lâm Văn Lích
- Đồng Văn Đe
- Đinh Tôn
- Vũ Đình Rạng, phi công đầu tiên bắn trúng B-52
- Phạm Tuân, bắn rơi siêu pháo đài bay B52 của Mỹ
- Bùi Thanh Liêm, phi hành gia dự bị chuyến bay Soyuz 37 trong chương trình Interkosmos của Liên Xô.
- Vũ Xuân Thiều, được cho là hi sinh cùng chiếc B-52 bị anh bắn hạ
- Hồ Duy Hùng
- Nguyễn Thành Trung
- Hà Văn Chúc, hạ 1 máy bay và rút lui an toàn trong trận đánh đơn độc với 36 máy bay Mĩ
- Trần Việt, hạ 3 máy bay chỉ trong 1 phi vụ xuất kích
- Chu Văn Thanh, hai lần rơi máy bay.
- Phan Như Cẩn, phi công ném bom lái An-2, đã tham gia 2 trận đánh chìm tàu biệt kích Mỹ và tấn công căn cứ radar Mỹ, được truy tặng Anh hùng Lực lượng vũ trang nhân dân

## Một số vụ tai nạn hàng không

### Trực thăng
- Ngày 22 tháng 11 năm 1992: chiếc trực thăng Mi-8 của quân đội được huy động từ Hà Nội chở theo lực lượng cứu nạn chuyến bay VN-474 (rơi ngày 14/11/1992) lại tiếp tục gặp nạn gần vùng núi Ô Kha làm 7 người trên máy bay tử nạn.
- Ngày 26 tháng 1 năm 2005, chiếc trực thăng Mi-8 xuất phát từ đoàn bay Trung đoàn 954, Sư đoàn 372 tại Đà Nẵng chở đoàn cán bộ sĩ quan Quân đội Nhân dân Việt Nam và phóng viên từ sân bay Vinh đi đảo Hòn Mê (thuộc huyện Tĩnh Gia, Thanh Hóa). Lúc 15h 43 cùng ngày chiếc máy bay cất cánh từ Hòn Mê ra Hòn Mắt trong thời tiết sương mù dày đặc. Khi vừa rời mặt đất được 2 phút, do không nhận ra hướng bay nên máy báy đâm vào vách núi tại Hòn Mê. Tất cả 15 người cùng phi công trên máy bay đều tử nạn, trong đó có Trung tướng Trương Đình Thanh - Tư lệnh Quân khu, Thiếu tướng Nguyễn Bá Tuấn - Phó Tư lệnh, Tham mưu trưởng Quân khu 4. Trong số người gặp nạn còn có năm đại tá và hai thượng tá.
- Vụ máy bay Mi 171 rơi ở Hà Nội
- Vào 7 giờ 23 phút ngày 28 tháng 1 năm 2015, chiếc UH-1 của trung đoàn 917, Sư đoàn không quân 370 cất cánh từ sân bay Tân Sơn Nhất gặp sự cố hỏng hóc liên quan hệ thống điều khiển, đâm xuống khu vực thuộc nông trường Phạm Văn Hai, Bình Chánh, Thành phố Hồ Chí Minh. Tổ bay gồm 4 người hy sinh.
- Vào 09h15 ngày 26 tháng 3 năm 2015, một trực thăng Mi-8 bị rơi ở độ cao 9-10m khi đang hạ cánh xuống sân bay đảo Phú Quý, tỉnh Bình Thuận làm 3 người trong tổng số 8 người (4 hành khách và 4 phi hành đoàn) bị thương. Chiếc trực thăng quân sự cất cánh từ sân bay quân sự Thành Sơn, Phan Rang đến Phú Quý làm nhiệm vụ thì gặp nạn.[45]

### Máy bay vận tải, tuần tra
- Ngày 11 tháng 2 năm 1982, chuyến bay An-26 từ Pochentong (Phnom Penh, Campuchia) về Tân Sơn Nhất bị lạc đường, phải hạ cánh khẩn cấp xuống sườn đồi gần thị trấn Sakeo, cách biên giới Thái Lan - Campuchia khoảng 30 km. Do tiếp đất mạnh, phi công Hoàng Văn Khải bị thương nặng và hy sinh.
- Ngày 16 tháng 9 năm 1987: Máy bay vận tải quân sự An-26 số hiệu 285 thuộc Trung đoàn Không quân vận tải 918, Quân chủng Không quân bay chặng Gia Lâm - Đà Nẵng - Tân Sơn Nhất thì mất tích sau khi cất cánh từ Đà Nẵng. Tháng 3 năm 1988, người dân địa phương tìm được xác máy bay trên núi Lẹp, Lộc Châu, Bảo Lộc, Lâm Đồng. Tháng 5 năm 1991, quy tập được hài cốt của 62 người gồm phi hành đoàn và các chiến sĩ, cán bộ cùng người thân. Nguyên nhân tai nạn được cho là do thời tiết xấu, mây mù dày đặc. Sau vụ máy bay rơi, địa danh núi Lẹp ở Bảo Lộc được đồng bào người Mạ địa phương gọi tên là "đồi máy bay".[46]
- Ngày 4 tháng 11 năm 2005, một chiếc máy bay trinh sát M-28 Mielec thuộc Trung đoàn 918 đột ngột bốc cháy và rơi xuống khu vực bãi cỏ xã Phù Đổng, huyện Gia Lâm, ngoại thành Hà Nội làm tất cả ba thành viên phi hành đoàn hy sinh.
- Ngày 8 tháng 4 năm 2008: lúc 10 giờ sáng, chiếc máy bay An-26 thuộc Trung đoàn 918 Không quân (Gia Lâm) bị rơi tại một cánh đồng thuộc địa phận xã Tả Thanh Oai, huyện Thanh Trì (Hà Nội), cách trường học và khu dân cư vài trăm mét khiến 5 người trên máy bay tử nạn. Nguyên nhân có thể do máy bay đã bị chết động cơ khi đang bay.[47]
- Ngày 16 tháng 6 năm 2016, máy bay Casa-212 8983 của Lữ đoàn không quân 918 xuất phát đi tìm kiếm cứu nạn 2 phi công lái chiến SU-30 MK2 rơi khi đang bay huấn luyện, thì gặp nạn. Khu vực được xác định trước khi mất tín hiệu lần cuối là cách đảo Bạch Long Vĩ 40 hải lý. Nguyên nhân ban đầu được cho là máy bay gặp thời tiết xấu đã hạ độ cao và gặp tai nạn. Máy bay gặp nạn có tất cả chín thành viên đều là những vị trí chủ chốt của Lữ đoàn 918.

### Máy bay MIG-21
- Ngày 30 tháng 4 năm 1971, chiếc MiG-21U do phi công Cống Phương Thảo chở huấn luyện viên Liên Xô là đại úy Yuri Poyarkov gặp nạn tại khu vực Vườn quốc gia Tam Đảo trong khi bay huấn luyện. Các lực lượng chức năng của Việt Nam đã tổ chức tìm kiếm song không thu được kết quả. Chiếc máy bay được cho là bị mất tích cho đến khi các mảnh vỡ được tìm thấy 47 năm sau vào năm 2018.[48]
- Ngày 24 tháng 8 năm 2004, một chiếc MiG-21 số 5321 cất cánh từ sân bay Kiến An, Hải Phòng bị nạn rơi xuống xã Kim Đính, huyện Kim Thành, tỉnh Hải Dương khiến phi công Nguyễn Văn Thái hy sinh.
- Ngày 24 tháng 9 năm 2004, một chiếc tiêm kích MiG-21 thuộc Trung đoàn 940 đóng tại Phù Cát, trong lúc thực hành bay bài bay độ cao thấp đã va vào núi tại địa phận huyện Phù Mỹ, tỉnh Bình Định. Hai phi công hy sinh.
- Ngày 12 tháng 4 năm 2006, máy bay MiG-21 thuộc Trung đoàn 940 đóng tại Phù Cát, trong lúc bay tập luyện đã bị trục trặc kỹ thuật và rơi tại xã Phước Hòa, Tuy Phước, Bình Định, hai viên phi công kịp nhảy dù an toàn, một phi công bị thương nhẹ khi tiếp đất.
- Ngày 11 tháng 5 năm 2006, một chiếc MiG-21 khác đâm vào nhà dân tại thôn Vân Sơn, xã Nhơn Hậu huyện An Nhơn tỉnh Bình Định. Hai phi công nhảy dù ra an toàn nhưng một số nhà dân bị thiệt hại hay phá huỷ. Không có thương vong về người.
- Ngày 24 tháng 11, 2007: Khoảng 14h chiều, một chiếc MiG-21 thuộc Trung đoàn không quân Sao Đỏ thuộc Sư đoàn không quân Thăng Long xuất phát từ sân bay Kép, bị nạn tại xã Nam Tiến, huyện Phổ Yên, tỉnh Thái Nguyên, nhưng may mắn không có thiệt hại về người.
- Chiều ngày 12 tháng 11 năm 2009, máy bay tiêm kích MiG-21 hai chỗ ngồi thuộc Đơn vị không quân C31, Đoàn Không quân B71, xuất phát từ sân bay Yên Bái, trong khi diễn tập gặp sự cố, đâm vào một nhà kho tại thành phố Yên Bái và phát nổ khiến hai phi công hy sinh.[49]
- Sáng ngày 29 tháng 5 năm 2010, một chiếc MiG-21 thuộc Đoàn không quân C40, sân bay Phù Cát bất ngờ phát nổ trong khi bay diễn tập và đâm sập tường nhà người dân tại xóm Phúc Mới thôn Nam Tượng 3, xã Nhơn Tân, huyện An Nhơn, tỉnh Bình Định làm 2 dân thường bị thương nhẹ. Phi công đã kịp bung dù nhảy ra khỏi máy bay và đáp xuống phải một mái nhà, bị kính cửa cắt vào bắp chân. Kể từ năm 2006 đến nay, đây lần thứ ba máy bay quân sự bị rơi trên địa bàn tỉnh Bình Định.[50]
- Vào 20h30 ngày 7 tháng 7 năm 2010, chiếc MiG-21 khác thuộc đơn vị C21, Đoàn không quân B71 rơi tại cánh đồng thôn 1, xã Thạch Đà, huyện Mê Linh. Nguyên nhân ban đầu được xác định là hỏng hệ thống dầu động cơ, dẫn đến mất áp suất dầu nén động cơ máy bay. Khi phát hiện bị sự cố, phi công Vũ Duy Minh đã cho máy bay hướng ra ngoại thành, cách xa khu vực dân cư và nhảy dù. Phi công chỉ bị xây xát nhẹ và không có thêm thương vong hay thiệt hại tài sản.[51]

### Máy bay Su-22
- Ngày 9 tháng 8 năm 2006, một chiếc Su-22 xuất phát từ sân bay Thành Sơn (Ninh Thuận) đã gặp sự cố và đâm thẳng vào chân núi Hòn Khô, xã Hòa Sơn, huyện Ninh Sơn, Ninh Thuận.
- Ngày 9 tháng 6 năm 2009, một máy bay cường kích Su-22M4 của Trung đoàn 923 Yên Thế khi đang bay trên địa phận xã Cẩm Phú, huyện Cẩm Thủy (Thanh Hoá) thì bất ngờ lao xuống khu vực đồi bãi Chiêng, ở thôn Lạc Long 2, xã Cẩm Phú (huyện Cẩm Thủy, Thanh Hóa) và bốc cháy.[52]
- Hai chiếc tiêm kích Su-22M4 của trung đoàn không quân 937 (sư đoàn không quân 370) cất cánh từ sân bay quân sự Thành Sơn (Thành phố Phan Rang Tháp Chàm, tỉnh Ninh Thuận) đã mất liên lạc trên vùng biển Ninh Thuận lúc 11h trưa 16 thàng 4 năm 2015, khi đang diễn tập trên biển, rơi gần khu vực đảo Phú Quý chừng 6 hải lý. Hai phi công mắc nạn là Trung tá Lê Văn Nghĩa và Đại úy Nguyễn Anh Tú.[53]
- Trong lúc bay huấn luyện, máy bay Su-22UM-3K số hiệu 8551 của Trung đoàn Không quân 921 (Sư đoàn 371 - Quân chủng Phòng không - Không quân) mất liên lạc lúc 11 giờ 35 phút ngày 26 tháng 7 năm 2018. Theo thông tin ban đầu máy bay rơi tại khu vực làng Dừa, xã Nghĩa Yên, huyện Nghĩa Đàn, tỉnh Nghệ An. Hai phi công huấn luyện bay đã hi sinh.[54]
- Ngày 31 tháng 1 năm 2023, một chiếc su-22M4 số hiệu 5873 ,  xuất phát từ trung đoàn 921 ( Yên Bái ) . Lúc 12h27, trong lúc hạ cánh, máy bay gặp nạn, phi công được lệnh nhảy dù nhưng đã cố cứu máy bay. Tuy nhiên, máy bay bị rơi tại sân bay yên bái lúc tiếp cận đường băng và đại uý phi công Trần Ngọc Duy hy sinh
- Ngày 9 tháng 1 năm 2024, một chiếc Su-22, của Quân khu 5, sư đoàn 372 rơi do gặp sự cố trong lúc huấn luyện, lúc trưa, máy bay gặp nạn, phi công cứu máy bay ra khỏi khu dân cư, và đã thoát hiểm, chiếc máy bay rơi tại 1 nhà dân và làm 1 người bị chấn thương sọ não do mảnh của máy bay va trúng, phi công an toàn

### Máy bay Su-27
Ngày 6 tháng 7 năm 1998, máy bay Su-27SK mang số hiệu 6007 do Thiếu tá phi công Hoàng Bá Tâm, Biên đội trưởng Phi đội 3 điều khiển trong nhiệm vụ bay biển xa cùng chiếc Su-27SK mang số hiệu 6007 đã mất liên lạc và mất tích trên vùng biển cách đất liền khoảng 200 km. Cho đến giờ, xác máy bay và phi công vẫn chưa được tìm thấy. Đây là tai nạn máy bay bí ẩn nhất Không quân Việt Nam.

### Máy bay Su-30
- Ngày 14 tháng 6 năm 2016, một máy bay tiêm kích Su-30MK2 của Không quân Việt Nam xuất phát từ sân bay Sao Vàng (Thọ Xuân - Thanh Hóa) để thực tập huấn luyện, sau đó đã mất liên lạc khi cách đất liền ở Diễn Châu (Nghệ An) khoảng 25 km. Chiếc máy bay đã lao xuống biển, một phi công sống sót.[55]

### Máy bay Yakovlev Yak-52
- Ngày 9 tháng 3 năm 2004, một chiếc Yak-52 bay huấn luyện cất cánh từ sân bay Nha Trang đã rơi xuống thôn Suối Lau, xã Suối Cát, huyện Diên Khánh, tỉnh Khánh Hoà làm một cụ già thiệt mạng và một cháu bé bị thương nặng. Hai phi công kịp nhảy dù.
- Ngày 14 tháng 6 năm 2019, máy bay Yakovlev Yak-52 của Không quân nhân dân Việt Nam của Trung đoàn không quân 920 đã bị rơi tại xã Suối Tân, huyện Cam Lâm, tỉnh Khánh Hòa lúc 9 giờ sáng khi đang bay diễn tập khiến hai phi công hi sinh[56].

### Máy bay L-39
- Ngày 29 tháng 4 năm 2005, chiếc máy bay huấn luyện L-39 thuộc E910 của Trường Sĩ quan không quân Việt Nam đang bay trên bầu trời Nha Trang thì đột ngột chết máy. Hai phi công đã điều khiển máy bay bay ra biển và nhảy dù. Người phi công bị thương nhẹ, còn đồng chí thượng tá, trung đoàn phó đã hy sinh.
- Ngày 5 tháng 6 năm 2007, một chiếc L-39 bay huấn luyện thuộc Trung đoàn 910 Học viện Không quân Nha Trang, Quân chủng Phòng không Không quân - Bộ Quốc phòng xuất phát từ sân bay Thành Sơn thì va phải chim làm vỡ kính buồng lái, máy bay đâm xuống vùng biển thôn Vĩnh Trường, xã Phước Dinh, huyện Ninh Phước, tỉnh Ninh Thuận, cách bờ 2 km. Vụ tai nạn khiến hai phi công là Trần Văn Deo và Lê Lâm Phương hy sinh.
- Vào 8h20 ngày 26 tháng 8 năm 2016, máy bay huấn luyện Aero L-39 Albatros mang số hiệu 8705 thuộc Trung đoàn Không quân 910, Trường Sĩ quan không quân đang thực hiện bay huấn luyện thì gặp nạn và rơi ở Hòa Thành, Đông Hòa, Phú Yên. Tai nạn làm thượng sĩ Phạm Đức Trung, học viên phi công khóa K41, Trường Sĩ quan không quân hy sinh.